# Armorial général de la noblesse de l'Empire russe

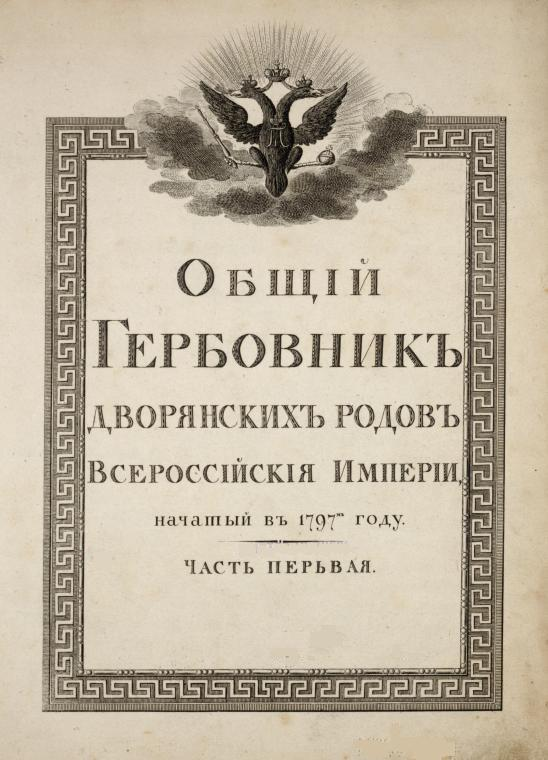
Page de garde de l'Armorial général de la noblesse de l'Empire russe.

Armorial général de la noblesse de l'Empire russe, en russe Общий Гербовник дворянских родов Всероссийской Империи.
Cet important recueil des armes de familles répertoriées comme nobles dans la Russie impériale, toutes origines confondues, fut institué à l'initiative du tsar Paul Ier (oukase du 20 janvier 1797).

## Une œuvre de longue haleine
Vingt volumes sont parus régulièrement, de 1798 (volume Ier) à 1917 (volume XXe) ; ce gigantesque travail de recensement s'est arrêté au cours de la préparation du volume XXIe, jamais paru, et concerne près de 3 000 blasons. Chaque blason y est accompagné de sa description ainsi que d'une brève notice sur la famille concernée.
Les cinq premiers volumes furent compilés sous le règne du tsar Paul Ier, à savoir :
- Volume Ier, imprimé le 1er janvier 1798 : 150 entrées[6]
- Volume II, le 30 juin 1798
- Volume III, le 17 janvier 1799
- Volume IV, le 7 décembre 1799
- Volume V, le 20 octobre 1800

Les quatre suivants sous celui du tsar Alexandre Ier :
- Volume VI, le 22 juin 1801
- Volume VII, le 4 octobre 1803
- Volume VIII, le 23 janvier 1807
- Volume IX, le 5 août 1816

Sous Nicolas Ier, un seul volume fut achevé:
- Volume X, le 3 janvier 1836

De même pour le règne d'Alexandre II :
- Volume XI, le 13 avril 1863

Sous Alexandre III, trois volumes :
- Volume XII, le 25 mai 1882
- Volume XIII, le 19 janvier 1885
- Volume XIV, le 11 avril 1890

Sous Nicolas II, six volumes :
- Volume XV, le 29 mars 1895
- Volume XVI, le 14 février 1901
- Volume XVII, le 14 janvier 1904
- Volume XVIII, le 9 janvier 1908
- Volume XIX, le 12 juin 1914
- Volume XX, le 3 février 1917

Un XXIe volume était en préparation à la chute de l'Empire. Le nombre de blasons concernés reste inconnu. La présentation des seuls 9 blasons répertoriés actuellement est de type germanisant.

## Hiérarchiser la noblesse russe en hiérarchisant son héraldique
Poursuivant là l'œuvre de réorganisation du fondateur Pierre le Grand, le tsar Paul Ier souhaitait avant tout harmoniser la jeune héraldique russe avec les règles en usage en France, en Grande-Bretagne, en Italie et dans le Saint-Empire, tout en fédérant la noblesse au service de la dynastie.
C'est ainsi que les familles riourikides y furent répertoriées et entre-classées, dotées d'armes vraisemblablement inspirées de thèmes issus de l'antique vexillologie russe et reprenant généralement les symboles des bonnes villes dont leurs ancêtres avaient assuré le gouvernement. Les nobles titrés, les anoblis, les courtisans virent leurs blasons enrichis de pièces d'honneur (aigle, étoile(s), besant(s), etc.) et/ou de rôle (grenade(s), abeille(s), ruche, caducée, etc.), évoquant la fonction du chef de famille dans l'Empire au moment de l'enregistrement des armes. Le culte familial (contemporain ou originel) est parfois aussi mentionné, par une croix pour les familles d'origine chrétienne, par une étoile de David, pour celles de confession israélite, ou par un croissant, pour celles d'origine tatare ou turque, etc.

## Une œuvre inachevée
L'enregistrement des armes se faisant à titre et volontaire et onéreux, bien des nobles ou refusèrent ou oublièrent de s'y soumettre, malgré les différentes facilités de paiement offertes par les souverains aux familles désargentées ; d'autre part, l'Armorial ne recense qu'un faible pourcentage de blasons des nombreux anoblis ou confirmés par fonction ou par distinction, ne serait-ce que du fait de l'absence d'armes à faire enregistrer ou parce que les familles des personnes ainsi distinguées figuraient déjà, pour d'autres raisons, dans l'Armorial général…
En résumé, on estime que l'Armorial général répertorie les armes de près des deux tiers de la noblesse russe attestée à la veille de la grande guerre, soit la grande majorité des familles d'ancienne noblesse (boyards), princières ou pas, la quasi-totalité des familles titrées en Russie et/ou anoblies directement par les Romanov, mais une faible partie des anoblis par fonction ou par appartenance à un ordre (petite noblesse). Il ne contient aucun blason bourgeois.

## Armorial - liste des blasons
Liste des blasons (et des noms de famille concernées) enregistrés, listés selon l'ordre alphabétique romain.
Ce chapitre reproduit donc les armes des familles russes (ou jureuses) qui ont fait l'objet d'enregistrement et (pour leur très grande majorité) de publication dans l'Armorial général.
Remarque : l'Empire ne reconnaissait et n'accordait que deux qualités (principat ou noblesse simple) et trois titres (comte de l'Empire russe, comte du Saint-Empire, baron de l'Empire russe). Certaines branches cadettes de la Maison de Rurik n'utilisant plus leur qualité, l'Empire leur témoignait toutefois le respect légitime dû aux descendants du fondateur de la Russie par une adresse, indiquée ici comme titre de courtoisie, bien qu'il s'agisse d'une qualité.
- Haut – A
- B
- C
- D
- E
- F
- G
- H
- I
- J
- K
- L
- M
- N
- O
- P
- Q
- R
- S
- T
- U
- V
- W
- X
- Y
- Z

### A
| Armes                    | Patronyme - Qualité/titre(s) - Illustration(s) - Blasonnement | Localisation (volume, cote) |
| ------------------------ | --- | --------------------------- |
| Адодуров (ru)            | Adodourov ou Adadourov ; olim Adadouroff ou Odadouroff Ancienne noblesse; maison descendante de Gleb Oblaghine, général suédois passé en 1375 au service du grand-prince Dimitri Donskoï ; Gleb est aussi l'ancêtre des maisons Gleboff, Koltovsky, Lapoukhine, Lapteff, Lodyjensky et Loupandine ; maison illustrée par le célèbre mathématicien et héraldiste Vassili Evdokimovitch (1709-1780), qui inspira bon nombre des règles de l'héraldique russe et composa la plupart des blasons des membres du régiment Préobrajensky qui portèrent Elisabeth Petrovna sur le trône (6 décembre 1741). Écu : (armes proches de celles des Lodyjensky) écartelé, en 1 de gueules à deux pals d'or croisant sur une flèche d'argent pointée vers le bas et posée en bande ; en 2 et 3, de sable à une fleur-de-lys naturelle d'or ; en 4, d'azur à un cerf cabré d'or, tenant à la gueule une double branche feuillée de sinople et orienté à dextre, mouvant d'une forêt d'or et d'une terrasse feuillée du même. Timbre : casque couronné de gentilhomme d'ancienne race. Lambels : (dextre) or et azur ; (senestre) or et gueules. | II, 48                      |
| Алфимов (ru)             | Alfimov ; olim Alfimoff Ancienne noblesse ; famille suivie depuis le 2 octobre 1552 (prise de Kazan), d'origine boyarde et inscrite dans la noblesse de Moscou ; ce serait le voïévode Ivan Mikhaïlovitch, gouverneur de Samara, qui aurait capturé Stenka Razine et son frère (1671). Écu : parti, au 1 d'argent aux trois demi-vols de sable, superposés en pal ; au 2 de gueules au cimeterre d'argent, posé en barre, la lame vers le chef, et à la flèche d'argent posée en bande, la pointe vers le chef, passés en sautoir. Lambrequins : d'argent sur gueules. Timbre : casque couronné de gentilhomme d'ancienne race. | II, 81                      |
| Алябьев или Олябьев (ru) | Alyabiev ou Aliabiev ; olim Alyabieff ou Aliabieff Famille d'ancienne noblesse, descendant d'un gentilhomme polonais du nom d'Alexandre passé au service (début du XVIe siècle) du grand-prince Vassili Ivanovitch de Vladimir, qui l'apanagea à Mourom ; famille illustrée par l'ambassadeur Grégoire Andréïévitch, le sénateur Alexandre Vassilievitch (ru) (1746-1822), son fils le compositeur Alexandre Aleksandrovitch (1787-1851) et la célèbre Alexandra Vassilievna (1812-1891), épouse Kireïeva, l'une des reines de beauté de Saint-Pétersbourg au début du XIXe siècle). Écu : de gueules à une flèche d'argent posée en fasce et orienté à senestre, accompagnée de deux dards du même à même orientation, le tout accompagné en pointe de trois rivières d'azur de taille décroissante posées en fasce l'une sur l'autre, la plus courte en bas. Lambrequins : (dextre) argent et azur ; (senestre) argent et gueules. Timbre : casque couronné de gentilhomme d'ancienne race, coiffé de trois plumes d'autruche d'argent. | II, 70                      |
| Алымов (ru)              | Alymov ; olim Alymoff Maison d'ancienne noblesse, d'origine tatare, enregistrée à Riazan, Orel et Smolensk, remontant à Grégoire Alymoff, apanagé à Riazan au tout début du XVIe siècle ; famille illustrée par la harpiste virtuose Glafyra Ivanovna (ru) (1758-1826). Écu : d'azur à une flèche d'argent posée en bande, la pointe vers le canton dextre, adextrée d'un croissant d'or ouvert et senestrée d'une étoile du même. Lambrequins : argent et azur. Timbre : casque couronné de gentilhomme d'ancienne race. Supports : une licorne d'argent à dextre et un lion d'or à senestre, posés tous deux sur une terrasse au naturel. | III, 54                     |
| Андреев (ru)             | Andreïev ou Andreev (Armes concédées et confirmées par lettres le 25 novembre 1751 à un certain Maxime Andréïévitch, fils d'un religieux de Mourom, grenadier du régiment Préobrajensky, pour sa participation au coup d'état du 6 décembre 1741, qui porta sur le trône l'impératrice Elisabeth Petrovna; colonel en 1762.) Écu : (armes adadouroviennes) parti, au 1 de sable au chevron d'or, chargé de trois grenades au naturel, allumées de gueules, posées dans le sens du chevron, le chevron accompagné de trois étoiles d'or. Au 2, d'argent, au pal patté de sinople à trois croix de Saint-André d'or. Timbre : casque morné d'anobli, tourné à dextre, sommé d'une toque militaire de velours noir, bordée d'or, posée de profil et ornée sur le devant d'une aigle éployée, becquée et membrée d'or et à l'arrière de deux plumes d'autruche, celle de dextre de gueules et celle de senestre d'argent, entre un vol de sable, chaque aile chargée de trois étoiles d'argent. Lambrequins : (dextre) argent sur sinople ; (senestre) or sur sable. | III, 121                    |
| Андреевский (ru)         | Andreïevski ou Andreïevsky ou Andreevski ; olim Andréïewsky ou Andréïefsky (Armes concédées et confirmées par lettres le 25 novembre 1751 à un certain Grégoire Andréïewsky, fils d'un paysan libre de la région de Novgorod et grenadier au régiment Préobrajensky, pour sa participation au coup d'État du 6 décembre 1741, qui porta sur le trône l'impératrice Elisabeth Petrovna.) Écu : (armes adadouroviennes) parti, au 1 de sable au chevron d'or, chargé de trois grenades au naturel, allumées de gueules, posées dans le sens du chevron, le chevron accompagné de trois étoiles d'or. Au 2, de sinople à cinq gerbes d'or liées de gueules, posées 2, 1 et 2. Timbre : casque morné d'anobli, tourné à dextre, sommé d'une toque militaire de velours noir, bordée d'or, posée de profil et ornée sur le devant d'une aigle éployée, becquée et membrée d'or et à l'arrière de deux plumes d'autruche, celle de dextre de gueules et celle de senestre d'argent, entre un vol de sable, chaque aile chargée de trois étoiles d'argent. Lambrequins : (dextre) argent sur sinople ; (senestre) or sur sable. | III, 137                    |
| Анненков (ru)            | Annenkov, olim Annenkoff Ancienne noblesse ; famille suivie depuis 1445; illustrée par le vainqueur de Tadeusz Kościuszko (1794), le général Yévgraf Alexandrovitch (ru) (1763-1798), la poétesse Varvara Nicolaïévna (ru) (1795-1870), son frère le général Nicolas Nicolaïévitch (ru) (1799-1865), le général Vladimir Yégorovitch (ru) (1795-1875), le décembriste Ivan Alexandrovitch (1801-1878), son fils le savant Nicolas Ivanovitch (ru) (1819-1889), le fils de celui-ci, le général Michel Nicolaïévitch (1835-1899), constructeur de la ligne transcaspienne, le juriste Constantin Nikanorovitch (ru) (1843-1910), l'historien Paul Vassilievitch (1813-1887) et son fils, le costumier de théâtre Georges Pavlovitch (1889-1974)) Écu : écartelé en 1, de gueules au cœur d’argent percé d’une lance du même posée en barre, la pointe tournée vers le bas ; en 2, à l’étoile d’argent à quatre rais, posée en X et entourée de quatre fois quatre petites étoiles de même métal et de même forme, le tout surmonté d’une couronne aristocratique d’or ; en 3, d’azur aux deux colombes d’argent, posées face à face sur un nuage du même, et surmontées d’une couronne aristocratique d’or ; en 4, d’argent à la branche d’arbre, dotée de nombreux rameaux avec de petites feuilles et des fruits ronds à leurs sommets, au naturel. Lambrequins : de gueules et d'argent. Timbre : casque couronné de gentilhomme d'ancienne race, sommé de trois plumes d'autruche d'argent.                                         | I, 54                       |
| Апраксин                 | Apraxine ; olim Opraxine Maison de noblesse immémoriale, suivie depuis le XIVe siècle, d'origine tatare et boyarde; les annales la font remonter à un prince de la Horde d'or, Solohmir-Mirza Miroslavitch, qui rallia en 1371 le prince de Riazan, Oleg Ivanovitch (ru) ; après son baptême sous le nom d'Ivan, il fut apanagé par le prince qui lui donna pour épouse sa propre sœur, Anastasia Ivanovna. Maison illustrée notamment par le général comte Pierre Matveïévitch (ru) (1659-1728), gouverneur de Saint-Pétersbourg, l'amiral comte Théodore Matveïévitch (1661-1728), créateur de la marine russe et compagnon d'armes de Pierre Ier, le comte André Matveïévitch (ru) (1663-1731), ami intime de Pierre Alexéïévitch, leur sœur, la tsarine Marthe Matveïevna (1664-1716), deuxième épouse du tsar Fiodor Alexéïévitch, le généralissime comte Stéphane Fiodorovitch (1702-1758), son fils le général comte Stéphane Stépanovitch (1757-1827), gouverneur de Smolensk, le général comte Pierre Ivanovitch (ru) (1787-1852). Écu : Pas de blasonnement en français. | III, 3                      |
| Апраксин                 | Apraxine ; olim Opraxine Branche non titrée de la maison précédente. Écu : coupé, en 1, parti de gueules et d'or, à une couronne aristocratique d'or de l'un en l'autre posée en chef et à un badelaire d'argent, garni d'or, posé en fasce, la pointe tournée à senestre, tous deux brochant sur ce parti; en 2, parti d'or et d'azur, à une paire de fûts de canon au naturel, passés en sautoir et la gueule orientée vers le chef, brochant sur ce parti. Lambrequins : à dextre, d'or et d'azur et à senestre, d'or et de gueules. Timbre : casque couronné de gentilhomme d'ancienne race. Tenants : deux archers moustachus du Moyen Âge, au naturel, chacun vêtu d'une cotte de mailles d'argent et de braies de gueules, les avant-bras parés de manches d'or, ceints de sable et chaussés d'or, coiffés d'un bonnet d'or ceint de plumes d'argent, un carquois d'argent armé de flèches d'or au dos, la main extérieure s'appuyant sur un arc d'or en pal, la corde détendue tournée à l'extérieur ; tous deux debout sur une terrasse au naturel. | II, 45                      |
| Аракчеев (ru)            | Araktcheïev ou Araktchéïev ; olim Arraktchéïeff Ancienne noblesse, d'origine tatare ; titre de baron de l'Empire russe confirmé par lettres le 5 avril 1797 au profit du général Alexis Andréïévitch (1769-1834), alors chef des Armées impériales, puis ministre de la guerre (1808-1825). Écu : d'azur à l'arc d'or armé d'une flèche du même, empennée d'argent et orientée à dextre. Lambrequins : or et azur. Timbre : casque de gentilhomme, couronné d'un tortil de baron et empanaché de trois plumes d'autruche d'argent. | III, 7                      |
| Аракчеев (ru)            | Araktcheïev ou Araktchéïev ; olim Arraktchéïeff Même maison que la précédente ; modification en date du 5 mai 1799 des armoiries du général baron Alexis Andréïévitch (1769-1834), alors ministre de la guerre (1808-1825). Écu : parti : en 1, d'azur à l'arc d'or armé d'une flèche du même, empennée d'argent et orientée à dextre ; en 2, de gueules à un canon de sable, orienté à senestre, posé sur un affût d'or et soutenu d'une terrasse au naturel, avec une pyramide de boulets au naturel au premier plan, à senestre ; le chef, d'or, chargé d'une aigle bicéphale éployée, issante de sable, becquée d'or, chaque tête coiffée d'une couronne impériale au naturel, la poitrine de l'aigle chargée d'un écusson d'azur orlé d'or, surchargé du chiffre impérial П I du même, l'écusson pendu aux deux cols de l'aigle au moyen d'un lacet d'azur. Lambrequins : à dextre, d'or et d'azur et à senestre, d'or et de gueules. Timbre : couronne comtale, surmontée de trois casques de gentilhomme, celui de dextre de bronze bordé d'or, sommé d'un tortil de baron, celui du centre d'or, sommé d'un couronne comtale du même, elle-même empanachée de trois plumes d'autruche d'argent, et celui de senestre de bronze bordé d'or, sommé d'une couronne de gentilhomme d'ancienne race. Tenants : à dextre, un soldat romain, cuirassé d'argent et ganté de sable, une épée d'argent garnie d'or au côté senestre, et à senestre, une licorne d'argent, soutenus d'une terrasse au naturel. Devise : Без лести предан. | IV, 15                      |
| Арбенев (ru)             | Arbenev ; olim Arbenieff Ancienne noblesse, attestée depuis 1610 et inscrite dans le gouvernement de Tambov ; illustrée par le général Iosaph Iévlévitch (1742-1808). Écu : Parti, au 1 d'azur au croissant contourné d'argent et au 2 de gueules à deux molettes d'or, l'une sur l'autre. Timbre : casque couronné de gentilhomme d'ancienne race. Lambrequins : (dextre) or sur azur; (senestre) or sur gueules. | I, 68                       |
| Аршеневский (ru)         | Archenievski ou Archeniesky ; olim Archeniefsky Ancienne noblesse, attestée depuis 1654 ; d'origine lituanienne, principalement implantée à Smolensk et Tchernigov ; a fourni un grand nombre de hauts fonctionnaires de l'Empire. Illustrée notamment par Isaïe Zakhariévitch († 1787), gouverneur de Smolensk, son fils Pierre Isaïévitch (ru) († 1803), lui aussi gouverneur de Smolensk, le général Jacques Stepanovitch (ru) († 1771), gouverneur de Nijni Novgorod, le général Nicolas Yakovliévitch (ru) (1743-1802), gouverneur d'Astrakhan et de Smolensk, son frère Pierre Yakovliévitch (1748-1811), gouverneur de Moscou, et le mathématicien Vassili Kondratiévitch (ru) (1758-1808). Pour défaut de descendance masculine, l'Empereur Alexandre Ier autorisa (décret du 10 juillet 1810) le lieutenant Ilya Gorodetsky, issu d'une famille l'ancienne noblesse de Smolensk, à relever les nom et armes de Pierre Yakovliévitch, d'où postérité. Écu : parti, au 1 de gueules au lion d'or, tenant de sa griffe dextre un sabre d'argent garni d'or ; au 2, d'azur à une tour crénelée d'argent et maçonnée de sable, soutenue par un mur du même, percé d'une ouverture partie de sable et d'argent, lui-même senestré d'un mur du même en barre, le tout terrassé de sinople. Timbre : casque couronné de gentilhomme d'ancienne race, surmonté d'un lion issant de la couronne et tenant dans sa griffe dextre un sabre d'argent garni d'or. Lambrequins : (dextre) or et azur ; (senestre) or et gueules.             | II, 123                     |
| Аргамаков (ru)           | Argamakov ; olim Argamakoff Ancienne noblesse, connue depuis le tout début du XVIe siècle et inscrite dans les provinces de Moscou, Riazan, Tambov, Toula et Kostroma ; illustrée par les généraux Ivan Vassilévitch (1763-1834) et Ivan Andréïévitch (1775-1820). Écu : d'argent au navire de guerre de trois quarts, au naturel, toutes voiles déployées, voguant sur une mer d'azur et orienté à dextre. Timbre : casque couronné de gentilhomme d'ancienne race, surmonté d'un bras au naturel tenant dans la main trois flèches en faisceau et orientées à senestre. Lambrequins : argent et azur. | II, 115                     |
| Архаров (ru)             | Arkharov ; olim Arkharoff Ancienne noblesse, d'origine lithuanienne, venue en Russie à la fin du XIVe siècle ; illustrée notamment par les deux frères, les généraux Nicolas Pétrovitch (1740-1814), célèbre chef de la police russe, et Ivan Pétrovitch (ru) (1744-1815). Écu : parti, au 1, de gueules au croissant d'or ; au 2, d'argent au senestrochère de carnation, issu d'une nuée au naturel et armé d'un badelaire d'argent garni d'or. Timbre : casque couronné de gentilhomme d'ancienne race. Lambrequins : or et gueules. | III, 60                     |
| Астахов (ru)             | Astakhov ; olim Astakhoff Noblesse de service, héréditaire (7e rang) le 5 juillet 1791, et confirmée par lettres le 7 octobre 1792, au profit du major Efim Leontiev(itch). Écu : parti de sinople et d'azur, un pal de gueules brochant sur le parti et chargé d'un arc d'or armé d'une flèche du même, orientés vers le chef, adextré en 1 de deux sabres d'argent passés en sautoir et senestré en 2 de cinq étoiles d'argent à 8 rais, posées 2, 1 et 2. Timbre : casque non couronné de gentilhomme, coiffé de trois plumes d'autruche d'argent. Lambrequins : gueules et azur. | II, 146                     |
| Азанчеев (ru)            | Azantchéïev ou Azantcheev ; olim Azantchéïeff Ancienne noblesse de service, vraisemblablement d'origine tatare, attestée depuis 1657, date à laquelle Vassili Martémyanovitch fut admis parmi la noblesse moscovite ; inscrite dans la noblesse de Moscou et de Smolensk. Écu : d'argent, au senestrochère de carnation, tenant dans la main un faisceau de trois flèches d'argent, la pointe vers le bas, et issant d'une nuée au naturel. Timbre : casque couronné de gentilhomme d'ancienne race. Lambrequins : argent et gueules. | III, 93                     |

### B
| Armes                                  | Patronyme - Qualité/titre(s) - Blasonnement | Localisation (volume, cote) |
| -------------------------------------- | --- | --------------------------- |
| Байков или Бойков (ru)                 | Baïkov ; olim Baïkoff ou Boïkoff Ancienne noblesse, vraisemblablement d'origine tatare et connue depuis le XVIIe siècle ; illustrée par l'ambassadeur et explorateur Fiodor Issakovitch (1612? - 1664?) et le général Vassili Serguéïévitch (ru) († 1790). Écu : d'azur à une croix d'or inscrite dans un fer à cheval d'argent, le tout surmonté d'une croix d'or. Timbre : casque couronné de gentilhomme d'ancienne race, sommé de trois plumes d'autruche d'argent. Lambrequins : or et azur. | II, 124                     |
| Баженов (ru)                           | Bajenov, olim Bajenoff Noblesse de service, vraisemblablement d'origine tatare et cosaque, héréditaire le 5 décembre 1785 et confirmée par lettres le 25 avril 1796 au profit de Yégor Alexéïévitch Bajenoff. Écu : de gueules à deux demi-vols de sable, tournés à dextre, et à une barre d'or, chargée de deux fourmis au naturel, passant dans le sens de la barre. Timbre : casque non couronné de gentilhomme, sommé de trois plumes d'autruche d'argent. Lambrequins : or et gueules. | I, 149                      |
| Бахметев, Бахметьев или Бахмиотов (ru) | Bakhmetiev ou Bakhmetev ; olim Bakhmetieff, Bakhmetioff ou Bakhmiotoff ou Bakhmeteff Maison d'ancienne noblesse, d'origine tatare, fondée par Aslam Jérémie Bakhmet, qui se mit en 1469 au service du grand-prince Vassili ; enregistrée dans la noblesse des gouvernements de Novgorod, Moscou, Penza, Saratov et Kalouga ; illustrée par le sénateur Ivan Ivanovitch (1690-1780), le colonel Jacques Khrisanfovitch, intime de l'empereur Pierre Alexéïevitch et commandant de la forteresse Pierre-et-Paul, la comtesse Varvara Alexéïévna, épouse Protassova, (1770-1847), préceptrice des enfants de l'empereur Alexandre Pavlovitch, les frères généraux Nicolas Nikolaïévitch (1772-1831) et Alexis Nikolaïévitch (1774-1841), tous deux commandants de l'Armée impériale, le fils de ce dernier, le général comte Nicolas Alexeïévitch Protassoff-Bakhmétieff (ru) (1834-1907), gouverneur d'Astrakhan et ataman des Cosaques d'Astrakhan, le compositeur Nicolas Ivanovitch (ru) (1807-1891)), et l'écrivaine religieuse Alexandra Nikolaïévna (ru) (1823-1901), née Khovrina. Écu : d'azur au dextrochère, issu d'une nuée et armé d'un badelaire en barre, le tout d'argent. Timbre : casque couronné de gentilhomme d'ancienne race, sommé d'un dextrochère d'argent. Lambrequins : d'argent et d'azur. | II, 58                      |
| Бахтин (ru)                            | Bakhtine Ancienne noblesse de service, d'origine militaire, attestée depuis le début du XVIIe siècle (1613) et enregistrée dans la noblesse de Moscou et d'Orel. Un autre famille Bakhtine, elle aussi inscrite à Orel (et à Kalouga) et considérée comme une branche cadette, a donné le poète Ivan Ivanovitch (1756-1818) et ses deux fils, le général et sénateur Ivan Ivanovitch Bakhtine (ru) (1793-1867) et l'écrivain Nicolas Ivanovitch (1796-1869), le fils de ce dernier, l'écrivain et traducteur Nicolas Nikolaïévitch (ru) (1866-1940)) et le linguiste et historien Michel Mikhaïlovitch (1895-1975). Écu : d'or à une croix d'or inscrite dans une fer à cheval d'argent. Timbre : casque couronné de gentilhomme d'ancienne race, coiffé d'un demi-vol de sable. Lambrequins : argent et or. | II, 95                      |
| Баклановский (ru)                      | Baklanovski ou Baklanovsky ; olim Baklanowsky ou Baklanofsky Ancienne noblesse, attestée depuis le XVIe siècle (1552). Pas de blasonnement en français | III, 36                     |
| Балашов или Балашев (ru)               | Balachov ; olim Balachoff ou Balacheff Nom d'origine tatare. Armes concédées et confirmées par lettres le 25 novembre 1751 à un certain Kozma Balachoff, grenadier du régiment Préobrajensky, pour sa participation au coup d'état du 6 décembre 1741, qui porta sur le trône l'impératrice Elisabeth Petrovna. Écu : (armes adadouroviennes) parti, au 1 de sable au chevron d'or, chargé de trois grenades au naturel, allumées de gueules, posées dans le sens du chevron, le chevron accompagné de trois étoiles d'or. Au 2, coupé, en haut d'argent au dextrochère paré de sinople sur pourpre, la main de carnation tenant une baïonnette au naturel ; en bas, de gueules à une jambière d'argent, accostée de trois boules du même. Timbre : casque morné d'anobli, tourné à dextre, sommé d'une toque militaire de velours noir, bordée d'or, posée de profil et ornée sur le devant d'une aigle éployée, becquée et membrée d'or et à l'arrière de deux plumes d'autruche, celle de dextre de gueules et celle de senestre d'argent, entre un vol de sable, chaque aile chargée de trois étoiles d'argent. Lambrequins : (dextre) argent sur gueules ; (senestre) or sur sable. | II, 136                     |
| Балк-Полев (ru)                        | Balk-Polev ou Balk-Poliev, von ; olim Balk-Polieff, von Ancienne maison allemande, éteinte dans les mâles en 1849, originaire de Westphalie et de Livonie, issue de chevaliers teutoniques, passée depuis 1654 au service de la Russie et inscrite dans la noblesse de Moscou ; illustrée notamment par le colonel Nicolas Nikolaïévitch (1630-1695), officier livonien de l'armée suédoise passé au service de la Russie, son fils, le général Théodore Balkcha Nikolaïévitch (ru) (1670-1739), gouverneur de Riga puis de Moscou, sa fille, Nathalie Fiodorovna (ru), princesse Lopoukhine (1699–1763), héroïne malheureuse de l'affaire Lopoukhine (1742), son petit-fils, le général Paul Fiodorovitch (ru) (1690-1743), autorisé à relever le nom de son épouse, née Polieff, et le diplomate Pierre Fiodorovitch (1777-1849), premier ambassadeur de Russie au Brésil. L'une des filles de ce dernier, Evgenia Petrovna Levenets, et son époux seront autorisés à relever le patronyme Balk-Polev pour eux et leurs descendants. Écu : d'azur au tronc écoté d'or, posé en bande. Timbre : casque couronné de gentilhomme d'ancienne race, un dextrochère armé d'argent issant de la couronne. Lambrequins : or sur azur. | II, 122                     |
| Борятинский (ru)                       | Bariatinski, Baryatinski ; olim Bariatinsky ou Baryatinsky ou Boriatinski et Boryatinski Princes riourikides, issus des princes souverains de Tchernigov. Au 6e rang de préséance princière; tirent leur nom du bourg de Bariatina, dans l'oblast de Kalouga ; Boyards de droit au XVIIe siècle ; Maison mentionnée dans le Livre de velours (ru). Cette illustre maison a donné à la Russie, entre autres, le voïévode Ivan Mikhaïlovitch (ru) Tchomny († 1590 (?)), le général Yuri Nikititch († 1685), voïévode de Kiev, le général Daniel Afanassiévitch (ru) (+ 1696), gouverneur de Tomsk, le boyard Ivan Pétrovitch (1615-1701), le général prince Ivan Fiodorovitch (ru) († 1738), gouverneur de Moscou, le prince Fiodor Serguéïévitch (1742-1814), qui participa à l'assassinat de l'empereur Pierre Fiodorovitch (1762), le prince Ivan Ivanovitch Bariatinski (ru) (1772-1825), ambassadeur en Bavière, le prince Alexandre Pétrovitch (ru) (1798-1844), décembriste, le général prince Alexandre Ivanovitch (1815–1879), gouverneur du Caucase, Écu : parti au 1 d'or à l'aigle éployée de sable, becquée, membrée et couronnée d'or, tenant dans sa griffe senestre un sceptre d'or (écu de Tchernigov) ; au 2, d'azur à l'ange de carnation, vêtu et armé d'argent, tenant à dextre une épée d'argent et à senestre un miroir d'or (écu de Kiev). Manteau : de gueules, frangé et houppé d'or, doublé d'hermine. Timbre : couronne princière. | I, 5                        |
| Бартенев (ru)                          | Barténiev ; olim Barténieff Famille d'ancienne noblesse, attestée depuis 1503. Pas de blasonnement en français | III, 62                     |
| Барышников (ru)                        | Barychnikov ; olim Barychnikoff Noblesse de service, héréditaire (7e rang) le 9 mars 1784, et confirmée par lettres le 13 juin 1789, au profit du major Ivan Ivanov(itch). Pas de blasonnement en français | III, 145                    |
| Борзов (ru)                            | Barzov, Borzoff ; olim Barzoff Famille d'ancienne noblesse, dont le premier représentant connu est Alexis ''Droujina'' Borzoff, fils d'un boyard et inscrit dans la noblesse de Simbirsk, dont il organisa la résistance héroïque contre les troupes de Razine ; il mourut au cours du siège de la ville (1670). Écu : (armes parlantes) coupé, en 1 de gueules un arc d'argent et à un badelaire d'argent garni d'or, croisés en sautoir ; en 2, de sinople au lévrier passant d'argent, orienté à dextre. Timbre : casque non couronné de gentilhomme, sommé de trois plumes d'autruche d'argent. Lambrequins : or sur sinople. | I, 81                       |
| Бешенцов (ru)                          | Bechentsov ou Biechentsov ou Biechentzov ; olim Biechentsoff ou Biechentzoff Noblesse ancienne, d'origine boyarde, attestée depuis 1547. Son fondateur, Vassili, serait d'origine allemande. Écu : pas de blasonnement en français. | III, 53                     |
| Бедняков (ru)                          | Bedniakov ou Bednyakov ou Biedniakov ou Biednyakov ; olim Biedniakoff Noblesse ancienne, attestée depuis le début du XVIIe siècle. Écu : pas de blasonnement en français. | III, 95                     |
| Белавин (ru)                           | Belavine ou Biélavine Noblesse de service, d'origine militaire, confirmée héréditaire par lettres le 18 juin 1790, au profit du major Pierre Borissovitch Biélavine († 1815?), inscrit dans la noblesse de Moscou. Écu : de sinople à deux piques d'argent croisées en sautoir ; à un badelaire d'argent garni d'or, posé en fasce, brochant sur le tout. Timbre : casque morné d'anobli, tourné à dextre. Lambrequins : sinople sur argent. | I, 124                      |
| Белич (ru)                             | Belitch, Bielitch ou Bielitsch Noblesse de service, d'origine militaire, héréditaire le 28 juin 1782 (7e rang) et confirmée par lettres le 11 mai 1784, au profit du serbe Efim Ivanovitch, colonel au Sélenguinsky (ru). Écu : d'argent à une galère au naturel, voguant vers la dextre sur une mer au naturel, ramée par sept rameurs contournés, assis six à dextre et un à senestre d'un sabre d'argent garni d'or en guise de mât, entortillé d'une guirlande de feuilles de sinople ; laquelle galère est surmontée sur la poupe d'un dais supporté par quatre piliers, au naturel, et porte en poupe un mât orné d'un étendard de sinople, flottant vers senestre et orné d'un croissant contourné d'argent ; au chef d'azur chargé d'une étoile d'argent. Timbre : casque non couronné de gentilhomme, sommé de trois plumes d'autruche d'argent. Lambrequins : azur sur argent. | I, 114                      |
| Белосельский (ru)                      | Belosselski ou Belossielski, plutôt appelés Bélossielski-Biélozerski ou Bélossielsky-Biélozersky ; olim Bélossielsky de Bielozersk Princes riourikides, branche des Dolgorouky, ancien princes souverains de Rostoff et de Bielozersk, dans l'oblast de Vologda ; Maison mentionnée dans le Livre de velours (ru) ; au 33e rang de préséance princière ; tirent leur patronyme du bourg de Biéloïe-Selo, où ils avaient leur résidence. Maison illustrée par : (Bélozersky) le fondateur de la lignée, Gleb Vassilkovitch (ru) (1237-1278), prince de Rostov et premier prince Bélozersky, son fils le prince Michel Glebovitch (ru) (1263-1293) ; le vice-amiral et prince Michel Andréïévitch (ru) (1702-1755), président du Conseil de l'Amirauté ; (Bélosselsky-Belozersky) : le fils de ce dernier, le prince Alexandre Mikhaïlovitch (1752-1809), diplomate et écrivain, ses enfants, la princesse Zénaïde Mikhaïlovna (1789-1862), épouse Volkonsky (1789-1862), célèbre femme de lettres et égérie de Pouchkine, et le général prince Esper Alexandrovitch (ru) (1802-1846), le fils de ce dernier, le général prince Constantin Espérovitch (ru) (1843-1920) et le général prince Serge Konstantinovitch (ru) (1867-1951), officier des Forces blanches puis membre du Comité international olympique, et son fils, le colonel prince Serge Serguéïévitch (ru) (1895-1978). Écu : d'azur à un croissant d'argent en chef, surmonté d'une croisette pattée du même, et une mer au naturel en pointe, chargée de deux poissons au naturel, croisés en sautoir, brochant sur la mer et la tête sur l'azur (écu de Bielozersk). Manteau : de gueules, frangé et houppé d'or, doublé d'hermine. Timbre : couronne princière. | I, 13                       |
| Березин (ru)                           | Berezine Princes riourikides, issus d'une branche cadette des princes de Galicie-Volhynie, dépossédée par le grand-prince Dimitri Donskoï ; cette maison, aujourd'hui éteinte dans les mâles, tirait son patronyme du bouleau, sobriquet donné au fondateur Dimitri Borissovitch (XVe siècle) ; Maison mentionnée dans le Livre de velours (ru). Écu : de gueules à un mur d'argent maçonné de sable, posé en fasce, adextré d'un mur du même en bande, et senestré d'un mur du même en barre. Manteau : de gueules, frangé et houppé d'or, doublé d'hermine. Timbre : couronne princière. | II, 20                      |
| Бестужев-Рюмин                         | Bestoujev-Rioumine, olim Bestoujeff-Rioumine ou Bestoucheff-Rioumine Ancienne noblesse, branche russe de la famille britannique Best, fondée en Russie par Gabriel Best, venu en 1403 offrir ses services au grand-prince Vassili Dmitriévitch ; comtes du Saint-Empire en 1745. Écu : de sable à une rose à cinq feuilles d'or, accompagnée de huit croisettes pattées du même, 3, 2 et 3 ; le chef d'or chargé d'une aigle bicéphale issante et éployée de sable, chaque tête becquée et couronnée d'or ; Timbre : casque de gentilhomme, sommé d'une couronne comtale, elle-même surmontée d'une autruche au naturel issante et éployée; Lambrequins d'or et de sable. Tenants : deux sauvages au naturel, chacun vêtu d'une cape de fourrure, couronné à l'antique d'or et s'appuyant de la main sur un bâton au naturel. Devise : In Deo salus mea | I, 19                       |
| Бестужев-Рюмин                         | Bestoujev-Rioumine ; olim Bestoujeff-Rioumine ou Bestoucheff-Rioumine Ancienne noblesse ; branche non titrée de la maison précédente. Écu : de sable à une rose à cinq feuilles d'or, accompagnée de huit croisettes pattées du même, 3, 2 et 3 ; Timbre : casque couronné de gentilhomme d'ancienne race, surmonté d'une autruche au naturel issante et éployée ; Lambrequins d'or et de sable. | I, 50                       |
| Безбородко (ru)                        | Bezbarodko ou Bezborodko Comtes, création du 5 avril 1797. Noblesse de service, récente, d'origine ukrainienne, issue d'André Yakovlievitch (ru) (1711-1780), fonctionnaire de petite noblesse apanagé pour mérites insignes le 27 novembre 1736 sur trois villages. Famille illustrée par le premier comte puis prince Alexandre Andréïévitch (1747-1799), l'un des principaux diplomates de l'impératrice Catherine II, et son frère, le général comte Ilya Andréïévitch (ru) (1756-1815), ainsi que le petit-fils de celui-ci, le comte Alexandre Grigoryévitch Kouchélioff-Bezborodko (ru) (1800-1855), directeur du département du Trésor, et le fils de ce dernier, le comte Grigori Alexandrovitch Kouchéleff-Bezborodko (1832-1870), philanthrope, éditeur et écrivain. Écu : en sautoir, en chef d'or à l'aigle impériale éployée et naissante de sable, chaque tête sommée d'une couronne impériale d'or, becquée d'or, colletée d'un ruban de sinople soutenant une médaille ovale parti d'azur et de gueules ; à dextre d'azur au demi-vol d'argent, posé en pal ; à senestre, d'azur à un taon d'argent ; en pointe, de sable à un feu de gueules et d'or. Sur le tout: un écusson de gueules à deux gonfanons d'or, suspendus à leurs hampes du même et posés à dextre en pal l'un sur l'autre, et, à senestre, à une épée d'argent garnie d'or, posée la pointe en bas et accostée de deux croissants d'or, ouverts respectivement à dextre et à senestre. Lambrequins : (dextre) or sur azur, (senestre) argent sur azur. Tenants : deux hommes moustachus revêtus d'un manteau de gueules, doublé d'hermine, habillés d'un haut-de-chausse de sable, bottés du même, bras et jambes de carnation, nus, celui de dextre tenant dans sa main dextre une flèche abaissée d'or, celui de senestre tenant à senestre un rameau d'olivier abaissé de sinople. Devise : Labore et zelo. Timbre : couronne comtale, surmontée de trois casques de gentilhomme, celui de dextre de bronze bordé d'or, couronné du même et sommé d'un gonfanon du surtout, celui du centre d'or, sommé d'un couronne comtale du même, elle-même surmontée de l'aigle impériale, éployée de sable, diadémée, membrée et becquée d'or, les deux têtes sommées d'une seule couronne impériale du même, aux deux rubans flottant d'azur, et celui de senestre de bronze bordé d'or, sommé d'une couronne de lauriers de sinople, elle-même sommée d'un gonfanon du surtout. | I, 29                       |
| Безобразов (ru)                        | Bezobrazov ; olim Bezobrazoff Maison d'ancienne noblesse, connue depuis le XVIe siècle, tire son patronyme de Christophe Bezobras, gentilhomme prussien passé à la fin du XIVe siècle au service du grand-prince de Moscou, Vassili Dimitriévitch ; inscrite notamment à Vladimir ; dont le voïévode Eliazar Vladimirovitch (XVIe siècle), ami et lieutenant du prince Michel V. Skopine-Chouïsky (ru), le voïévode Jean Romanovitch (+ 1629), lieutenant du 1er faux Dimitri, le sénateur et écrivain Alexandre Mikhaïlovitch (1783-1871), gouverneur de Saint-Pétersbourg, le général Serge Dimitriévitch (ru) (1809-1879), qui participa à la campagne du Caucase, l'économiste et écrivain Vladimir Pavlovitch (ru) (1828-1889) et le général Vladimir Mikhaïlovitch (ru) (1857-1932), commandant de la Garde. Écu : coupé : en 1, d'azur à une flèche d'argent, posée en pal et orientée vers la pointe de l'écu, accostée de deux étoiles à huit rais d'or ; en 2, un cheval gai, au naturel, issant d'une forêt à dextre, au naturel, et passant sur une terrasse du même. Timbre : casque de gentilhomme, coiffé d'un demi-vol de sable, lui-même sommé d'une licorne issante d'argent, tournée à senestre. Lambrequins : argent et azur. | II, 83                      |
| Famille Bibikov                        | Bibikov ; olim Bibikoff Noblesse ancienne, fondée par Jidimir Mirza, noble tatare de la Horde bleue vers 1300, passé au service de la Russie et apanagé à Tver. Pas de blasonnement en français | III, 13                     |
| Бибитинский                            | Bibitinski ; olim Bibitinsky Noblesse de service, créée au profit de Vassili Ivanov(itch), noble héréditaire le 27 mars 1797 (lettres), confirmée le 25 août 1798. Pas de blasonnement en français | III, 143                    |
| Биркин (ru)                            | Birkine Noblesse ancienne, attestée depuis Ivan Mikhaïlovitch, au service du grand-prince Théodore Olegovitch (ru) de Riazan (1402-1427). Pas de blasonnement en français | III, 17                     |
| Бирюковы (ru)                          | Biryukov, olim Biryukoff Noblesse attestée depuis Grigori Porfiryevich en 1683. Écu : coupé mi-parti en pointe, au 1) d'or au vol de sable, chaque aile chargée d'une étoile d'argent, accompagné en chef d'une croix pattée de gueule ; au 2) de gueule au sénestrochère armé d'argent, mouvant d'un nuage du même, tenant un cimeterre du premier garni d'or ; au 3) d'azur au château d'argent, une épée du même garnie d'or brochant en barre.Timbre : casque de gentilhomme, sommé de trois plumes d'autruche. Lambrequins : (dextre) d'or et d'azur ; (senestre) d'or et de gueule. | X, 92                       |
| Famille Blok                           | Blok, von ; olim Block ou Bloch Noblesse de service, remontant au mecklembourgeois Johann (von) Bloch (1734-1816), chirurgien attaché au service du grand-duc Paul Pétrovitch, qui le combla de faveurs et le confirma dans la noblesse héréditaire (russe) le 25 avril 1796 ; illustrée par le juriste et écrivain Alexandre Lvovitch (1852-1909), son frère, Ivan Lvovitch (1855-1906), gouverneur de Samara, et, surtout, par son fils, le célèbre poète et critique Alexandre Alexandrovitch (1880-1921). Écu : (armes parlantes) de gueules à la fasce écotée d'argent, à deux serpents ondoyants d'argent en pal, passés en double sautoir, chacun tenant dans la gueule un branche feuillée de sinople ; le tout accompagné en chef d'une étoile d'or à six rais. Timbre : casque de gentilhomme, sommé d'un vol de sable. Lambrequins : (dextre) argent sur sable ; (senestre) argent sur gueules. | I, 144                      |
| Бобковы ou Бобков (ru)                 | Bobkov, olim Bobkoff Noblesse de service, créée au profit d'Alexandre Bobkoff, noble héréditaire le 3 avril 1786 (7e rang), confirmé le 10 mars 1789 avec un diplôme, dont une copie est conservée dans l'Héraldique (Герольдия). Nicolas Bobkoff était un officier supérieur dans l’armée de l’Empire Russe. Né le 27 juillet 1851 à Saint Petersbourg. Il épousa Maria Mitrofanoff. Il fut Officier supérieur et inspecteur d’Armes du corps d’Armée du Caucase. Décoré de l’Ordre de Saint-Vladimir 4e classe ; de l'Ordre Saint-Anne 2e et 3e classe ; de l'Ordre Saint-Stanislas 2e et 3e classe ; médaille d’argent du Règne de l’Empereur Alexandre III. Nommé lieutenant-Colonel par sa majesté le Tsar Nicolas II, pour services rendus, le 6 décembre 1895, puis décoré le 26 février 1896 après cinq ans de service au Turkestan. Nommé officier supérieur, Inspecteur d’Armes du Corps d’Armée du Caucase, le 25 mai 1899. Il fut le dernier noble de la dynastie Bobkoff avant la révolution Russe. Au moment de la révolution Russe, la dynastie Bobkoff se divise et se déchire. Une partie reste pour soutenir l’Armée blanche (contre-révolutionnaires) contre les forces Bolcheviks (communiste) et l’autre partie décide de quitter la Russie. C’est alors que les enfants âgés entre 16 et 30 ans dont Olga Bobkoff se dirigent vers le port de Sébastopol (Crimée) avec le navire Kronstadt qui les emmena en exil… Ils débarquèrent en Tunisie en colonie française, car l’Europe était encore dans le conflit de la première guerre mondiale. C’est en Tunisie que la noble Olga Bobkoff rencontra un jeune Français (pieds-noirs). Une noble russe épousa un jeune Français sans aucun prestige issu de la classe moyenne. Les descendants de la dynastie Bobkoff vivent actuellement en France. Écusson : parti au 1 d'azur aux deux épées d'argent, croisées en sautoir, et au 2 d'or à la main de carnation, parée de gueules, issante d'une nuée bleuâtre mouvante du flanc senestre, ladite main tenant une feuille de papier veinée de lignes d'azur dessinées comme des fleuves. Timbre : casque de gentilhomme, sommé de trois plumes d'autruche. Lambrequins : or sur azur. | I, 120                      |
| Бобринский                             | Famille Bobrinski ou Bobrinskoï Maison d'origine impériale, créés comtes russes le 12 novembre 1796) : le premier comte, Alexis Grigorievitch (1762-1813), demi-frère de l'empereur Paul Ier par sa mère, Catherine II, fut apanagé sur la terre de Bobriki, dans l'oblast de Toula, d'où son nom ; on notera aussi son fils, le comte Alexis Alexéïévitch (ru) (1800-1868), fondateur de l'industrie sucrière russe et créateur de la première compagnie ferroviaire russe (avec son cousin le général comte Alexis Pavlovitch (ru) (1826-1894), ministre des Chemins de fer russes), le fils de celui-ci, le comte Alexandre Alexéïévitch (1823-1903), grand chambellan et archéologue, les enfants de ce dernier, le ministre comte Alexis Alexandrovitch (1852-1927), le général comte George Alexéïévitch (1863-1928), chef de l'armée d'occupation et gouverneur militaire de la Galicie (septembre 1914-juin 1915), et la princesse Sophie Alexéïévna (ru) (1887-1949), épouse Dolgorouki puis Volkonsky, pionnière de l'aviation russe, ainsi que le comte Vladimir Alexéïévitch (ru) (1867-1927), membre de la Douma, fils d'Alexis Pavlovitch. Écu : (armes parlantes) coupé au 1er parti: (a) reparti d'argent et d'azur, à l'aigle de l'un en l'autre ; (b) coupé d'argent sur gueules, à la bièvre rampant de l'un en l'autre ; au 2e, d'argent, à un ours contourné de sable, passant sur les créneaux d'un mur de gueules, posé en barre, mouvant de la pointe et ouvert d'une arche d'argent ; sur le tout, un écusson d'or à l'aigle bicéphale éployée de sable, becquée et membrée d'or, chaque tête sommée d'une couronne impériale d'or. Timbre : couronne comtale, surmontée d'un casque de gentilhomme, sommée d'une couronne comtale, elle-même surmontée de l'aigle impériale éployée et couronnée. Lambrequins : (dextre) or sur azur; (senestre) sable sur azur. Devise : Богу слава жизнь тебе | I, 27                       |
| Богданов (ru)                          | Bogdanov ; olim Bogdanoff Noblesse ancienne, dont les principales branches sont répertoriées depuis le début du XVIIe siècle. Pas de blasonnement en français | III, 56                     |
| Божков (ru)                            | Bojkov, olim Bojkoff Noblesse de service : Théodore Bojkoff, vraisemblablement d'origine ukrainienne et chanteur à la Cour, fut anobli le 2 avril 1743. Écu : d'azur à une sirène d'argent, couronnée d'or, soutenant sa queue de la main senestre et tenant de la dextre un livre ouvert chargé de portées musicales sur les deux pages. Timbre : casque morné d'anobli, tourné à dextre, surmonté de la sirène au naturel, issante, sans la queue, la main dextre tenant le livre ouvert chargé de partitions. Lambrequins : argent sur azur. | I, 101                      |
| Борисов (ru)                           | Borisov ou Borissov ; olim Borissoff Ancienne noblesse, vraisemblablement toute descendante d'un certain Boris Matvéïévitch, apanagé en 1537 à Mourom par le grand-prince Vladimir Ivanovitch ; plusieurs branches, enregistrées à Mourom, Pskov, Tver, Riazan, Toula et Kalouga. Donne plusieurs voïévodes au XVIe siècle, qui s'illustrent dans la campagne de Kazan (1544 à 1552) ; puis le vice-amiral Alexandre Ivanovitch (ru) (1755-1810), gouverneur du port d'Astrakhan, son frère, le contre amiral Michel Ivanovitch (ru) († 1801), héros de la bataille de Krasnogorsk (ru) (1790) et les deux frères décembristes André Ivanovitch (1798-1854) et Pierre Ivanovitch (1800-1854). Écu : écartelé: en 1 et 4, d'azur à un croissant tourné d'argent ; en 2, d'or à une épée d'argent posée en bande, la lame vers le bas ; en 3, d'or à un bouquet de trois plumes d'autruches d'argent. Timbre : casque couronné de gentilhomme, coiffé de trois plumes d'autruche d'argent. Lambrequins : or et azur. | II, 92                      |
| Бородаевский                           | Borodaewsky ou Borodesky Maison d'ancienne noblesse, vraisemblablement d'origine militaire, attestée au tout début du XVIIIe siècle en la personne de l'officier Joseph Ivanovitch, et inscrite à Kharkov et à Koursk ; illustrée par le peintre Serge Ossipovitch (ru) (1839-1890), son neveu, le poète Valérian Valérianovitch (ru) (1874-1923), l'économiste Serge Vassilévitch (ru) (1870-1942) et sa petite-fille, la romancière et résistante Sonia de Borodesky (1926-1999). Écu : (non publié) Parti : (dextre) d'azur à une épée d'or garnie de grenats, posée en pal ; (senestre) d'argent à une barre d'azur accostée de deux bombes allumées. Timbre : casque de gentilhomme, coiffé de trois plumes d'autruche. Lambrequins : argent et azur. | XX, 105                     |
| Бородавицын или Бородовицын (ru)       | Borodavitsyne ; olim Borodawitzyne Noblesse ancienne, connue depuis le début du XVIIe siècle. Pas de blasonnement en français | III, 52                     |
| Famille Borozdine                      | Borozdine Maison d'ancienne noblesse, d'origine ukrainienne (Volynie), parente des Kachintsoff (ru), fondée en Russie par Youri Lozynitch qui se mit en 1327 au service du prince martyr Alexandre Mikhaïlovitch Tverskoï (1301-1339) ; le patronyme provient de son petit-fils, Ivan Vassiliévitch surnommé le sillon ; a donné des boyards à Tver et à Moscou, enregistrée dans ces villes ainsi qu'à Saint-Pétersbourg et à Pskov ; maison illustrée notamment par Saint Sava Vichersky (ru) († 1461), Grégoire Nikititch (ru) († 1661?), voïévode à Mtsensk, le général Cornil Bogdanovitch (ru) (1708-1773), le général et sénateur Michel Savitch (1740-1796), le général Michel Mikhaïlovitch (ru) (1767-1837), commandant en chef de l'armée impériale, son fils le général Nicolas Mikhaïlovitch (1777-1830), héros de la résistance anti-napoléonienne et antihéros domestique, le général Vladimir Matvéïévitch (ru) (1783-1865), héros de Borodino, Marie Andréïevna (ru) († 1849), épouse du décembriste russo-italien Joseph Poggio (1792-1848), l'avocat et écrivain Cornil Alexandrovitch (ru) (1828-1896) et son fils, l'avocat et historien Alexandre Kornilovitch (ru) (1863-1918) ; la célèbre dynastie d'acteurs germano-russes Musil-Ryjoff remonte aussi aux Borozdine par sa fondatrice, l'actrice Barbara Vassilievna (ru) (1828-1866). Écu : écartelé : en 1 et 3, d'azur à un croissant d'argent, tous deux affrontés ; en 2, de gueules à une épée d'argent garnie d'or, posée en bande, la lame vers le bas ; en 3, d'or à un bouquet de trois plumes d'autruches d'argent. Timbre : casque de gentilhomme couronné, coiffé de trois plumes d'autruche. Lambrequins : or et azur. | I, 42                       |
| Булатов (ru)                           | Boulatov ; olim Boulatoff Nom d'origine tatare. Armes concédées et confirmées par lettres le 25 novembre 1751 à un certain Nikita Saveliev(itch), grenadier du régiment Préobrajensky, pour sa participation au coup d'état du 6 décembre 1741, qui porta sur le trône l'impératrice Elisabeth Petrovna. Pas de blasonnement en français | III, 135                    |
| Bulgakov                               | Boulgakov ; olim Boulgakoff Maison d'ancienne noblesse, vraisemblablement d'origine turco-tatare, inscrite dans la région de Koursk et de même origine que les familles Dénissieff (ru), Izmaïloff (ru) et Nazaroff ; Ivan Ivanovitch Chaline (ou Chaïne), gouverneur de Tchernigov, fit allégeance au grand-prince de Riazan Oleg Ivanovitch (ru) (1372-1402) ; c'est son arrière-petit-fils le boyard riazano-moscovite Matthieu Dénissovitch (ru) qui porta le premier le sobriquet de Boulhak, devenu ensuite Boulgakoff ; famille illustrée par leur descendant de la branche moscovite, le diplomate Jacques Ivanovitch (1743-1809) et ses deux fils, les diplomates Alexandre Yakovliévitch (ru) (1781-1853) et Constantin Yakovliévitch (ru) (1782-1835) ; ni Macaire (1816-1882), le métropolite de Moscou (1816-1882), ni l'illustre écrivain soviétique Michel Boulgakov (1891-1940), ni le philosophe Serge Boulgakov (1871-1944), ni la grande actrice soviétique Maïa Boulgakova (1932-1994) ne semblent relever de cette maison. Écu: parti : à dextre, de gueules à une croix pattée d'or ; à senestre, d'or à un badelaire d'argent, la lame vers le chef, et une lance du même, pointée en bas, passés en sautoir, une flèche d'argent orientée vers le chef de l'écu brochant sur le sautoir. Le chef de l'écu d'azur à une croix pattée d'or. Timbre: casque couronné de gentilhomme d'ancienne race, coiffé de trois plumes d'autruche d'argent. Lambels: (dextre) or et azur ; (senestre) or et gueules. | II, 120                     |
| Бутурлин (ru)                          | Boutourline Maison d'ancienne noblesse, d'origine boyarde et créés comtes russes le 17 février 1760; partagent avec les Bobrichtcheff-Pouchkine, les Kologrivoff, les Miatleff, les Moussine-Pouchkine et les Pouchkine le même ancêtre allemand Radcha, venu en Russie au XIIIe siècle. Écu: écartelé au 1 et 4 d’argent à la demi-aigle de sable, mouvante du parti, becquée et membrée d’or, chaque aigle sommée d'une couronne impériale d'or ; au 2 d'hermine à une couronne impériale d'or, doublée de pourpre ; au 3 d'azur au dextrochère, mouvant du flanc, gantelé et armé d'un badelaire, le tout d'or. Sur le tout, d'or à l'aigle de sable, membrée et becquée d'or, sommée d'une couronne impériale d'or, tenant à la griffe dextre un sceptre d'or et à la senestre un monde du même. Timbres: trois casques de gentilshommes d'or, sommés en 1 et 3 d'un dextrochère, posé sur le coude, gantelé et armé d'un badelaire, le tout d'argent, et en 2 d'une couronne comtale, elle-même coiffée d'une aigle éployée de sable, membrée et becquée d'or, sommée d'une couronne impériale d'or, tenant à la griffe dextre un sceptre d'or et à la senestre un monde du même. Lambels: azur sur sable, sur le casque du centre. Tenants: deux hommes debout, chacun vêtu d'une casaque de gueules retroussée d'hermine, d'une veste d'azur, d'une culotte de gueules ceinturée d'or, chaussés de bas et souliers d'or, coiffés d'un bonnet albanais de gueule retroussé d'hermine sur une perruque d'argent, un sabre au côté, gainé de sable et garni d'or, tenant chacun de sa main libre une hache au naturel. | I, 22                       |
| Бутурлин (ru)                          | Boutourline Ancienne noblesse, d'origine boyarde ; branche non titrée de la maison précédente. Écu: écartelé au 1 et 4 d’argent à la demi-aigle de sable, mouvante du parti, becquée et membrée d’or, chaque aigle sommée d'une couronne impériale d'or ; au 2 d'hermine à une couronne impériale d'or, doublée de pourpre ; au 3 d'azur au dextrochère, mouvant du flanc, gantelé et armé d'un badelaire, le tout d'or. Timbre: un casque de gentilhomme couronné. Lambels : azur sur or. Tenants : deux hommes debout, chacun vêtu d'une casaque de gueules retroussée d'hermine, d'une veste d'azur, d'une culotte de gueules ceinturée d'or, chaussés de bas et souliers d'or, coiffés d'un bonnet albanais de gueule retroussé d'hermine sur une perruque d'argent, un sabre au côté, gainé et garni au naturel, tenant chacun de sa main libre une hache au naturel. | II, 29                      |
| Брозин (ru)                            | Brozine ou Brazine Noblesse de service : concession d'armoiries valant noblesse accordées le 16 mai 1790 aux quatre frères Brozine, Ivan, André, Vilim et Yégor. Écu: de gueules à une épée d'argent garnie d'or, posée en barre, et à un mousqueton au naturel, posé en bande, passés en sautoir, un livre ouvert au naturel brochant sur le tout. Timbre: un casque de gentilhomme, non couronné. Lambels: argent sur gueules. | I, 123                      |
| Maison de Bruce                        | (de) Bruce Branche russe de cette célèbre maison d'origine anglo-normande, qui régna en Écosse de 1306 à 1371 ; créés comtes le 18 février 1721 ; dont Jacques de Bruce. Pas de blasonnement en français; fuimus, la devise la plus aristocratique de Russie | II, 11                      |
| Buxhoeveden                            | Buxhoeveden ou Buxhöwden, von Maison d'ancienne noblesse, d'origine prussienne, attestée depuis le XIIe siècle ; créés comtes russes le 5 avril 1797; Écu: écartelé au 1 et 4 d’azur à l’aigle de Prusse, couronnée, becquée et membrée d’or, chargée sur la poitrine du chiffre F, W, R d’or, surmonté d’une couronne royale du même ; en 2 et 3, d’argent au chevron de gueules, crénelé aplomb de cinq pièces ; un écusson d’or sur le tout, chargé d’une aigle impériale bicéphale de sable éployée, becquée et membrée d’or, chargée sur la poitrine du chiffre π d’or, surmonté d’une couronne impériale du même, tenant en sa griffe dextre un sceptre impérial d'or et dans la senestre un monde du même, chaque tête de l‘aigle sommée d’une couronne impériale d’or. Timbres: une couronne comtale, surmontée de trois casques de gentilshommes, eux-mêmes sommés (1) du chevron de l’écu, soutenant deux renards d’argent affrontés, avec des lambrequins d’or et d’azur ; (2) de l’aigle de l’écu, avec des lambrequins d’or et d’azur à dextre, et d’argent et de gueules à senestre ; (3) d’un dextrochère armé d’argent, posé sur le coude, la main de carnation, tenant une épée d’argent garnie d’or, avec des lambrequins d’argent et de gueules. Supports : à dextre, l’aigle de Prusse de l’écu, regardant à dextre ; à senestre, un lion d’or, lampassé de gueules et regardant à senestre. | I, 32                       |

### C
| Armes                    | Patronyme - Qualité/titre(s) - Blasonnement | Localisation (volume, cote) |        |
| ------------------------ | --- | --------------------------- | ------ |
| Cancrin (ru)             | Cancrin (von) Noblesse de service (confirmation du 26 août 1798), enregistrée en Courlande et en Livonie ; comtes de l'Empire en 1831 (création du 22 septembre 1829) ; famille hessoise passée en 1786 au service de l'Empire, dont Franz (Ludwig) Ivanovitch (1738-1816), architecte, directeur des Salines de Staraïa Roussa et auteur d'ouvrages scientifiques, et son fils, le général comte Georges Frantsévitch (1774-1845), ministre des Finances (1823-1844). Écu : (armes parlantes) écartelé : au 1 et 4 d'or à une écrevisse de gueules, posée en fasce ; au 2 et 3 d'azur à deux fasces d'argent, chargée chacune de deux étoiles de sable. Le chef de l'écu d'or, chargé d'une aigle bicéphale éployée, issante de sable, becquée d'or, chaque tête coiffée d'une couronne impériale au naturel, la poitrine de l'aigle chargée d'un écusson d'azur orlé d'or, surchargé du chiffre impérial H I du même, l'écusson pendu aux deux cols de l'aigle au moyen d'un lacet d'azur. Lambrequins : à dextre, d'or et de gueules, et à senestre, d'or et d'azur. Timbre : couronne comtale, sommée de trois casques couronnés de gentilhomme d'ancienne race, eux-mêmes sommés en 1 et 3 d'une paire de tenailles d'écrevisse de gueules issant d'un vol de sable, et en 2 d'une aigle bicéphale éployée, issante de sable et becquée d'or, chaque tête coiffée d'une couronne impériale au naturel, le tout surmonté d'une couronne impériale du même. Supports : deux lions regardant d'or, armés et lampassés de gueules, posés sur une terrasse au naturel. Devise : Labore. | X, 16                       |        |
| Шаховской                | Chakhovskoï ou Chakhovski ou Chakhovsky (princes riourikides, au 22e rang de préséance, tirent leur nom de l'un de leurs ancêtres, qualifié de shah. Dont les princes Jacques et Alexandre, respectivement procureur du Saint-Synode et célèbre dramaturge) Pas de blasonnement en français | II, 6                       |        |
| Шеншин                   | Chenchine (ancienne noblesse) Écu : coupé d'azur et d'argent, un licorne passante de l'un en l'autre, brochant sur le coupé et orientée à senestre. Timbre : casque couronné de gentilhomme, sommé de trois plumes d'autruche d'argent. Lambrequins : argent sur azur. | I, 79                       |        |
| Шешковский               | Chechkovski ; olim Chechkovsky (noblesse de service, vraisemblablement ancienne ; famille illustrée par le célèbre espion de Catherine II, Stéphane Ivanovitch (1727-1794), lui-même fils d'un fonctionnaire tchinovik.) Écu : coupé, en chef d'azur, chargé d'une couronne impériale au naturel ; en pointe, de gueules à une épée d'argent, garnie d'or, accostée de deux croissants figurés d'or, adossés à la lame de l'épée. Timbre : casque de gentilhomme non couronné, sommé de trois plumes d'autruche d'argent. Lambrequins : or sur gueules. | I, 8                        | I, 115 |
| Шереметев или Шереметьев | Cheremetiev ou Cheremetev ; olim Chérémétieff (comtes, d'origine vraisemblablement riourikide; maison attestée depuis le XIVe siècle, issue d'Andreï Kobyla (ou Kabyla), boyard rourikide (?) de Moscou et aussi ancêtre des maisons Kolytcheff, Soukhovo-Kobyline et Yakovleff (qui portent des armes similaires), Barbarykine, Konovnitsyne, Ladyguine, Néplouïeff, ainsi que de la première maison Romanoff ; illustrée par le feld-maréchal comte Boris Pétrovitch et son fils le grand chambellan comte Pierre Borissovitch. Inscrite au Livre de velours) Pas de blasonnement en français (mêmes armes que celles des Kolytcheff et proches de celle des Soukhovo-Kobyline ; casque sommé de l'arbre des Néplouïeff) | II, 10                      |        |
| Шевич                    | Chevitch (ancienne noblesse) Écu : écartelé en sautoir en 1 et 4 de gueules chargé d'un croissant d'or, en 2 et 3 d'une étoile de gueules à dix rais. Timbre : casque couronné de gentilhomme, sommé sommé d'un lion rampant au naturel, mouvant de la couronne. Lambrequins : or sur gueules. | II, 132                     |        |
| Ширков                   | Chirkov ; olim Chirkoff (ancienne noblesse) Pas de blasonnement en français | II, 131                     |        |
| Щербачев                 | Chtcherbatchev ou Chtcherbatchev ; olim Chtcherbatchoff ou Chtcherbatcheff (ancienne noblesse) Pas de blasonnement en français | II, 97                      |        |
| Щербатов                 | Chtcherbatov olim Chtcherbatoff (princes riourikides) Écu : écartelé, en 1 et 4 d'azur à l'ange d'argent, habillé et cuirassé du même, tenant en sa main dextre une épée flamboyante du même et de la senestre un bouclier rond d'or ; en 2 et 3, de sable à la forteresse non crénelée d'argent maçonnée de sable, soutenant une tour crénelée et maçonnée du même. Sur le tout : un écusson d'or à l'aigle de sable, membré, becqué et couronné d'or, tenant dans sa griffe dextre une croix patriarcale en bande du même, lui passant derrière le corps. Manteau : de gueules, frangé et houppé d'or, doublé d'hermine. Timbre : couronne princière. | I, 8                        |        |
| Щербинин                 | Chtcherbinine (ancienne noblesse) Pas de blasonnement en français | II, 37                      |        |
| Щукин                    | Chtchoukine (ancienne noblesse) Pas de blasonnement en français | II, 130                     |        |

### D
| Armes            | Patronyme - Qualité/titre(s) - Blasonnement | Localisation (volume, cote) |
| ---------------- | --- | --------------------------- |
| Дашков           | Dachkov ; olim Dachkoff (princes riourikides) Pas de blasonnement en français | I, 10                       |
| Дашков           | Dachkov; olim Dachkoff (ancienne noblesse) Pas de blasonnement en français | II, 71                      |
| Давыдов          | Davydov ; olim Davydoff (ancienne noblesse ; illustrée par le célèbre poète militaire Denis Davydoff.) Écu : écartelé, en 1 et 4 de gueules à l'aigle éployée de sable, membrée et becquée d'or, tenant à sa griffe dextre un badelaire d'argent garni d'or ; en 2 et 4 d'azur à un arc bandé d'or et armé d'une flèche d'argent, accompagné en chef de trois étoiles à six rais et mal ordonnées du même. Sur le tout, d'azur à un croissant figuré et versé, sommé d'une croix, accosté en pointe d'une étoile à six rais, le tout d'argent. Timbre : casque de gentilhomme couronné. Lambrequins : (dextre) or sur gueules ; (senestre) or sur azur. | II, 51                      |
| Деденев          | Diedenev ; olim Diedeneff (ancienne noblesse) Pas de blasonnement en français | II, 113                     |
| Дехтярев         | Dekhtiarev ou Dekhtyarev ; olim Dekhtiareff ou Dekhtiareff (grenadier du régiment Préobrajensky, anobli en 1745, pour sa participation au coup d'État du 6 décembre 1741, qui porta sur le trône l'impératrice Elisabeth Petrovna) Pas de blasonnement en français | I, 94                       |
| Демидов          | Demidov ; olim Demidoff (enobli en 1726 ; tige des princes Demidoff) Écu : coupé d'argent sur sable, à une fasce d'or brochant sur le coupé ; l'argent chargé de trois chevrons diminués et alésés de sinople, rangés en fasce ; le sable chargé d'un maillet d'argent emmanché au naturel. Timbre : casque morné de nouvel ennobli, sommé d'une palme d'argent. Lambrequins : sinople sur argent. | II, 135                     |
| Derwies          | Derwies ou Derviz (von) ; olim von der Wiese Noblesse de service ; famille allemande, dont le nom complet, von der Wiese est devenu peu à peu, en Russie, von Derwies puis von Derviz. Inscrite dans la noblesse de Kotrosma, Saint-Pétersbourg, Riazan, Moscou et Tver ; illustrée par le célèbre musicien et entrepreneur Paul Grigoriévitch (1826-1881), magnat des chemins de fer russes et constructeur du château de Valrose (Nice), ses fils Serge Pavlovitch (1863-1943), musicien, scientifique et mécène, et Paul Pavlovitch (1870-1943), éleveur et mécène, son frère, le compositeur Nicolas Grigoriévitch (1837-1880), le peintre Vladimir Dmitriévitch (1859-1937), la géologue Véra Mikhaïlovna (1878-1951) et le biochimiste Georges Valérianovitch (1897-1980). Écu : (armes non publiées) d'azur à une fasce d'argent, accompagné en chef d'une étoile à cinq rais d'or et en pointe d'un cœur du même. Timbre : casque non couronné de gentilhomme, coiffé d'un bourrelet entortillé d'azur et d'or, sommé d'un demi-vol de sable avec l'étoile d'or à cinq rais au centre. Lambrequins : (dextre) argent et azur ; (senestre) or et azur.                                            | XIII, 90                    |
| Дьяков           | Diakov ou Dyakov ; olim Diakoff ou Dyakoff (anobli en 1763) Écu : coupé de gueules sur sinople, à une flûte traversière d'or, posée en bande, brochant sur le coupé, accompagnée de deux grenades d'argent, allumées d'argent, une sur le gueules et l'autre sur le sinople. Timbre : casque morné d'anobli, tourné à dextre, sommé d'un demi-vol coupé de gueules sur sinople, tourné à dextre. Lambrequins : (dextre) or sur gueules ; (senestre) or sur sinople. | I, 106                      |
| Дивов            | Divov ; olim Divoff (ancienne noblesse) Pas de blasonnement en français | I, 51                       |
| Дмитриев-Мамонов | Dmitriev-Mamonov olim Dmitrieff-Mamonoff (comtes, création du 5 avril 1797, au profit du général Alexandre Dmitrieff-Mamonoff, un des favoris de l'impératrice Catherine. Famille suivie depuis le XIVe siècle, alliée aux Romanoff et vraisemblablement d'origine riourikide) Pas de blasonnement en français | I, 30                       |
| Дмитриев-Мамонов | Dmitriev-Mamonov olim Dmitrieff-Mamonoff (branche non titrée de la maison précédente, d'origine riourikide) Pas de blasonnement en français | II, 21                      |
| Долгорукий       | Dolgorouki ou Dolgorouky (princes riourikides ; 8e dans l'ordre de préséance, soit juste après les princes Obolensky, dont ils procèdent. Le surnom Dolgo-Rouky du prince Youri, fils de Vladimir II, fut adopté par son descendant, le prince Jean Andréïevitch Obolensky, tige de cette famille. Les Dolgorouky/Dologouroff constituent l'une des branches les plus illustres de la Maison de Rurik.) Écu : écartelé, en 1 d'or à l'aigle de sable, membré et becqué d'or, sommé d'une couronne du même, tenant dans sa griffe dextre une croix patriarcale en bande du même (qui sont de Tchernigov) ; en 2, de gueules à un ange d'argent, habillé et cuirassé du même, tenant en sa main dextre une épée flamboyante du même et de la senestre un bouclier rond du même (écu de Kiev) ; en 3 de sable au bras cuirassé d'argent, sortant d'une nuée mouvante en canton dextre du chef et tenant une flèche d'argent en bande, la pointe vers le bas ; en 4, d'azur à une tour crénelée d'argent et maçonnée de sable, soutenue par un mur d'argent et maçonné de sable, percé d'une ouverture d'argent. Manteau : de gueules, frangé et houppé d'or, doublé d'hermine. Timbre : couronne princière. | I, 7                        |
| Долгов-Сабуров   | Dolgov-Sabourov ; olim Dolgoff-Sabouroff (ancienne noblesse) Pas de blasonnement en français | II, 32                      |
| Дубянский        | Doubianski ; olim Doubiansky (anobli en 1768) Pas de blasonnement en français | II, 141                     |
| Дурнов           | Dournov ; olim Dournoff (ancienne noblesse) Écu : d'azur à une flèche d'argent posée en bande, une clef d'or en pal brochant sur la flèche, surmontée d'un demi-vol d'argent, un badelaire d'or passant dans la clef. Timbre : casque couronné de gentilhomme. Lambels : or sur azur. | II, 43                      |

### E
| Armes    | Patronyme - Qualité/titre(s) - Blasonnement | Localisation (volume, cote) |
| -------- | --- | --------------------------- |
| Елагин   | Elaghin, Iélaghin ou Yélaghin; olim Iélaguine ou Elaguine (ancienne noblesse) Pas de blasonnement en français | I, 46                       |
| Эмиров   | Emirov; olim Emiroff (olim Pavloff. Noblesse de service (6e rang), confirmée héréditaire le 8 janvier 1798) Pas de blasonnement en français | II, 144                     |
| Еремеев  | Erémeïev, Ieréméïev ou Yeréméïev ; olim Erémeïev, Ieréméïev ou Yeréméïev (noblesse de service (7e rang en 1764), confirmée héréditaire le 7 août 1789.) Écu : de gueules à trois casques mornés et tarés d'argent, rangés en fasce. Lambrequins : d'argent sur gueules. Timbre : casque non couronné de gentilhomme, coiffé de trois plumes d'autruche d'argent. | I, 121                      |
| Евреинов | Evreinov, Iévréinov ou Yévréinov ; olim Ewréinov, Iéwréinov ou Yéwréinov (noblesse de service (7e rang), confirmée héréditaire le 3 mai 1764) Pas de blasonnement en français | I, 108                      |

### F
| Armes    | Patronyme - Qualité/titre(s) - Blasonnement                                                    | Localisation (volume, cote) |
| -------- | ---------------------------------------------------------------------------------------------- | --------------------------- |
| Фалеев   | Faleev, Faleyev ou Faleïev; olim Faleeff, Faleyeff ou Faleïeff Pas de blasonnement en français | I, 113                      |
| Фаминцын | Famintsyne (ancienne noblesse) Pas de blasonnement en français                                 | II, 129                     |
| Фенин    | Fénine (ancienne noblesse) Pas de blasonnement en français                                     | II, 121                     |
| Фридрикс | Freedricksz, von (barons) Pas de blasonnement en français                                      | I, 35                       |

### G
| Armes             | Patronyme - Qualité/titre(s) - Blasonnement | Localisation (volume, cote) |
| ----------------- | --- | --------------------------- |
| Гагарин           | Gagarine Princes riourikides, issue des princes de Stadoroub, dans l'oblast de Briansk ; leur patronyme provient du surnom du 5e prince de Stadoroub, Youri Gagara ou Youri Le-Plongeon, ancêtre des deux branches encore existantes de cette illustre maison. 38e dans l'ordre de préséance. Famille de l'actrice Macha Méril. Écu : écartelé, au 1 d'azur au sénestrochère, armé d'argent, tenant un badelaire du même ; au 2 d'argent, à un arbre feuillu de sinople ; au 3 d'argent, à une tour crénelée de gueules et maçonnée de sable, soutenu par un mur non crénelé de gueules, maçonné de sable et percé d'une ouverture du champ ; en 4, d'azur à un arbre de sinople, adextré d'un ours passant de sable, orienté à dextre. Sur le tout : un écusson d'or à un arbre de sinople, senestré d'un ours passant de sable, orienté vers la dextre ; la cime de l'arbre sommée d'une couronne royale d'or et doublée de pourpre, surmontée d'un sénestrochère armé d'argent, mouvant du côté senestre de la couronne, le coude orienté à senestre, brandissant un badelaire d'argent. Manteau : de gueules, frangé et houppé d'or, doublé d'hermine. Timbre : couronne princière. | I, 14                       |
| Горюнов           | Garyounov, Goryounov, Gariounov ou Goriounov; olim Garyounoff, Goryounoff, Gariounoff ou Goriounoff Grenadier du régiment Préobrajensky, anobli en 1751, pour sa participation au coup d'état du 6 décembre 1741, qui porta sur le trône l'impératrice Elisabeth Petrovna. Écu : parti, au 1 de sable au chevron d'or, chargé de trois grenades au naturel, allumées de gueules, posées dans le sens du chevron, le chevron accompagné de trois étoiles d'or ; au 2, tranché d'argent sur sinople, une gerbe d'épis d'or, liée de gueules et brochant sur le tranché. Timbre : casque morné d'anobli, tourné à dextre, sommé d'une toque militaire de velours noir, bordée d'or, posée de profil et ornée sur le devant d'une aigle éployée, becquée et membrée d'or et à l'arrière de deux plumes d'autruche, celle de dextre de gueules et celle de senestre d'argent, entre un vol de sable, chaque aile chargée de trois étoiles d'argent. Lambrequins : (dextre) argent sur sinople ; (senestre) or sur sable. | I, 96                       |
| Гаврилов          | Gavrilov olim Gavriloff Grenadier du régiment Préobrajensky, anobli en 1751, pour sa participation au coup d'État du 6 décembre 1741, qui porta sur le trône l'impératrice Elisabeth Petrovna. Écu : parti, au 1 de sable au chevron d'or, chargé de trois grenades au naturel, allumées de gueules, posées dans le sens du chevron, le chevron accompagné de trois étoiles d'or ; au 2, coupé de sinople et d'or, un épi à deux feuilles de l'un en l'autre brochant sur le coupé. Timbre : casque morné d'anobli, tourné à dextre, sommé d'une toque militaire de velours noir, bordée d'or, posée de profil et ornée sur le devant d'une aigle éployée, becquée et membrée d'or et à l'arrière de deux plumes d'autruche, celle de dextre de gueules et celle de senestre d'argent, entre un vol de sable, chaque aile chargée de trois étoiles d'argent. Lambrequins : (dextre) argent sur sinople ; (senestre) or sur sable. | I, 98                       |
| Goguel (ru)       | Goguel (de) Noblesse de service, inscrite à Saint-Pétersbourg, Moscou et Toula, remontant au montbéliardais Henri de Goguel, arrivé en Russie en 1775 et anobli le 2 septembre 1793 pour avoir été directeur général (7e rang du Tchin) de l'Orphelinat de Moscou (noblesse confirmée le 25 avril 1796) ; illustrée par ses deux fils, le théoricien et écrivain militaire Ivan Grigorievitch (1770-1834) et le général Théodore Grigorievitch (1775-1827). Écu : (armes semi-parlantes) écartelé, en 1 et 3 d'or à une bande de sable chargée d'une flamme au naturel mouvante du bord extérieur de l'écu ; en 2, d'azur à une couronne impériale au naturel ; en 4, d'azur à un garrot de Finlande d'argent aux ailes déployées et orienté à dextre, becqué et membré du même, dressé sur une terrasse d'argent, tenant dans son bec une couronne de tilleul fruitée au naturel, une abeille d'or posée sur la couronne. Timbre : casque non couronné de gentilhomme, coiffé de trois plumes d'autruche d'argent. Lambrequins : or et azur. | I, 141                      |
| Голенищев-Кутузов | Golenichtchev-Koutouzov, olim Golenichtcheff-Koutouzoff Ancienne noblesse ; famille du généralissime Koutouzoff. Pas de blasonnement en français | II, 31                      |
| Голиков           | Golikov (ru), olim Golikoff (anobli en 1798) Pas de blasonnement en français | II, 149                     |
| Голицын           | Golitsyne, olim Galitsyne (princes gédiminides) Pas de blasonnement en français | I, 2                        |
| Голохвастов       | Golokhvastov ; olim Golokhvastoff (ancienne noblesse, attestée depuis le XVe siècle) Pas de blasonnement en français | II, 63                      |
| Головкин          | Golovkine (comtes du Saint-Empire (1707) puis de l'Empire russe (création du 15 juillet 1709) ; maison issue de Jean Golovkine, puissant propriétaire terrien, vraisemblablement roturier, de la région de Toula. Illustrée notamment par le chancelier comte Gabriel Ivanovitch (1660-1734). ) Pas de blasonnement en français | I, 16                       |
| Головцын          | Golovtsyn ; olim Golovtsyne (ancienne noblesse) Pas de blasonnement en français | II, 104                     |
| Гудович           | Goudovitch (ancienne noblesse) Pas de blasonnement en français | II, 128                     |
| Гурьев            | Gouryev ; olim Gouryeff (ancienne noblesse, attestée depuis le début du XVIIe siècle ; illustrée par le ministre comte Dimitri Alexandrovitch (1758-1825)) Écu : coupé, au 1 de gueules, chargé d'une demi-aigle éployée de sable, becquée d'or ; au 2, d"azur au sénestrochère armé d'argent, la main de carnation tenant un sabre du même. Timbre : casque couronné de gentilhomme, coiffé de trois plumes d'autruche d'argent. Lambrequins : azur sur argent. | II, 109                     |
| Грушецкий         | Grouchevski (ancienne noblesse ; attestée depuis le XVe siècle) Pas de blasonnement en français | II, 85                      |
| Гвоздев           | Gvozdev ou Gvozdiev ; olim Gvozdieff (ancienne noblesse) Pas de blasonnement en français | II, 93                      |

### H
| Armes | Patronyme - Qualité/titre(s) - Blasonnement | Localisation (volume, cote) |
| ----- | --- | --------------------------- |
| Ган   | Hahn, von (famille de la noblesse allemande, originaire du Mecklembourg et installée en Courlande au milieu du XVIIIe siècle ; Johan (von) Hahn (1730-1799), maître des Postes à Riga puis à Saint-Pétersbourg fut fait baron pour avoir inventé le cachet postal ; famille illustrée notamment par l'aventurière et écrivaine occultiste Hélène Petrovna (1831-1891), fondatrice de la Société théosophique, et le vice-ministre Serge Dimitrievitch (1860-1914)) Écu : (armes parlantes) taillé d'azur et de gueules, à une barre de sinople brochant sur le taillé et chargée d'un caducée d'or dans le sens de la barre ; le chef d'azur chargé d'une couronne impériale au naturel, mouvante de la barre, et la pointe de gueules chargée d'un coq hardi de sable, orienté à senestre et posé sur une terrasse de sinople ; Timbre : heaume de gentilhomme, non couronné, coiffé de trois plumes d'autruche d'argent ; Lambrequins : (dextre) azur sur sinople ; (senestre) azur sur gueules. | I, 129                      |

### I
| Armes      | Patronyme - Qualité/titre(s) - Blasonnement | Localisation (volume, cote) |
| ---------- | --- | --------------------------- |
| Игнатьев   | Ignatiev ou Ignatyev; olim Ignatieff ou Ignatyeff (grenadier du régiment Préobrajensky, anobli en 1745, pour sa participation au coup d'état du 6 décembre 1741, qui porta sur le trône l'impératrice Elisabeth Petrovna) Pas de blasonnement en français | I, 89                       |
| Иловайский | Ilovaïski olim Ilovaïsky Écu : tiercé en pairle : le chef d'or à un cavalier turc, vêtu et coiffé d'azur, la lance à l'arrêt, montant sur un cheval au naturel, galopant vers la dextre ; à dextre d'azur à un bâton à deux pommeaux d'or à chaque extrémité, brochant sur un étendard turc à queue de cheval du même, tous deux passés en sautoir ; à senestre de gueules à une lance d'or enroulée d'une banderole d'azur, brochant sur un étendard turc à cordelette du même, passés en sautoir ; Timbre : casque de gentilhomme, non couronné, coiffé de trois plumes d'autruche d'argent ; Lambrequins : d'or et d'azur. | I, 136                      |
| Ильин      | Ilyine (noblesse de service, confirmée par diplôme le 25 avril 1796 au conseiller Ivan Ivanovitch.) Écu : tranché ; au 1 de gueules à une épée d'argent garnie d'or, la pointe vers le haut ; au 2 d'azur à une fleur-de-lys d'argent ; Timbre : casque de gentilhomme, non couronné, coiffé de trois plumes d'autruche d'argent ; Lambrequins : argent et gueules. | I, 143                      |
| Измайлов   | Izmaïlov ; olim Izmaïloff (famille d'origine riourikide) Pas de blasonnement en français | II, 34                      |
| Иванов     | Ivanov ; olim Ivanoff ou Iwanoff (famille d'origine riourikide) Écu : losangé d'azur et de gueules, à la couronne impériale de Russie au naturel, brochant sur le tout ; Timbre : heaume de gentilhomme, non couronné, coiffé de trois plumes d'autruche d'argent ; Lambrequins : d'or et d'azur. | I, 142                      |
| Иванов     | Ivanov ; olim Ivanoff ou Iwanoff (anobli en 1786 ; sans liens avérés avec la maison précédente.) Pas de blasonnement en français | II, 145                     |

### J
| Armes    | Patronyme - Qualité/titre(s) - Blasonnement | Localisation (volume, cote) |
| -------- | --- | --------------------------- |
| Железнов | Jeleznov ou Jelieznov ; olim Jelieznoff ou Jeleznoff (noblesse de service, confirmée le 5 août 1788 à Ivan Jeleznoff) Écu : (armes parlantes) coupé, au 1 d'azur à une étoile d'argent à six rais ; au 2 de gueules à un senestrochère, paré de sinople, issant d'une nuée d'argent mouvante d'argent, et tenant d'une main de carnation une barre de fer au naturel ; Timbre : casque de gentilhomme, non couronné, coiffé de trois plumes d'autruche d'argent ; Lambrequins : d'argent et d'azur. | I, 119                      |
| Жеребцов | Jerebtsov ; olim Gerebtsoff (ancienne noblesse, d'origine boyarde, attestée depuis le tout début du XIVe siècle, remontant au boyard Théodore Akinfovitch Biakont de Tchernigov ; de même origine que les Pléchtcheïeff ; illustrée par l'ingénieur Nicolas Arséniévitch, gouverneur de Vilna(1807-1868), auteur d'un Essai sur l'histoire de la civilisation en Russie panslaviste.) Écu : parti, au 1 d'argent à la demi-aigle de sable, membrée et becquée d'or, coiffée d'une couronne d'or, mouvante du parti ; en 2 d'azur à un senestrochère armé d'argent et issant d'une nuée du même, la main de carnation tenant un badelaire d'argent garni d'or ; Timbre : l'écu sommé d'une couronne de gentilhomme d'or, le tout surmonté d'un casque de gentilhomme, non couronné, coiffé d'un demi-vol de sable et sommé d'un cœur flamboyant ; Lambrequins : d'argent et d'azur. | II, 40                      |
| Журавлев | Jouravliev ou Jouravlev; olim Jouravlieff ou Jouravleff (grenadier du régiment Préobrajensky, anobli en 1745, pour sa participation au coup d'état du 6 décembre 1741, qui porta sur le trône l'impératrice Elisabeth Petrovna) Pas de blasonnement en français | I, 90                       |

### K
| Armes               | Patronyme - Qualité/titre(s) - Blasonnement | Localisation (volume, cote) |
| ------------------- | --- | --------------------------- |
| Каблуков            | Kabloukov ; olim Kabloukoff (ancienne noblesse) Pas de blasonnement en français | II, 116                     |
| Кашкин              | Kachkine (ancienne noblesse) Pas de blasonnement en français | I, 58                       |
| Калугин             | Kalouguine ou Kaloughine (ancienne noblesse) Pas de blasonnement en français | I, 77                       |
| Кандалинцов         | Kandalintsov ; olim Kandalintsoff (anobli en 1795) Pas de blasonnement en français | II, 150                     |
| Карташев            | Kartachev olim Kartacheff (grenadier du régiment Préobrajensky, anobli en 1751, pour sa participation au coup d'état du 6 décembre 1741, qui porta sur le trône l'impératrice Elisabeth Petrovna) Écu : parti, au 1 de sable au chevron d'or, chargé de trois grenades au naturel, allumées de gueules, posées dans le sens du chevron, le chevron accompagné de trois étoiles d'or ; au 2 de sinople, flanqué en rond d'or et chargé de trois épis feuillés d'or, posés en pals l'un sur l'autre. Timbre : casque morné d'anobli, tourné à dextre, sommé d'une toque militaire de velours noir, bordée d'or, posée de profil et ornée sur le devant d'une aigle éployée, becquée et membrée d'or et à l'arrière de deux plumes d'autruche, celle de dextre de gueules et celle de senestre d'argent, entre un vol de sable, chaque aile chargée de trois étoiles d'argent. Lambrequins : (dextre) argent sur sinople ; (senestre) or sur sable. | I, 99                       |
| Косаткин-Ростовский | Kassatkine-Rostovski ou Kossatkine-Rostovski ; olim Kassatkine-Rostovsky (princes riourikides, au 31e rang de préséance) Pas de blasonnement en français | II, 7                       |
| Коченевский         | Katchenevski olim Katchenefsky (anobli en 1743) Écu : d'azur à trois choux d'or ; au chef d'or, chargé d'une harpe de gueules. Timbre : casque morné d'anobli, tourné à dextre, sommé d'une harpe de gueules. Lambrequins : (dextre) or sur azur ; (senestre) or sur gueules. | I, 103                      |
| Кознаков            | Kaznakov ou Koznakov ; olim Kaznakoff (ancienne noblesse) Pas de blasonnement en français | I, 69                       |
| Козодавлев          | Kazodavlev ou Kozodavlev ; olim Kozodavleff ou Kazodavleff (ancienne noblesse) Pas de blasonnement en français | I, 67                       |
| Кельдерман          | Keldermann (von) (noblesse de service) Pas de blasonnement en français | III, 113                    |
| Ханыков             | Khanykov olim Khanykoff (noblesse immémoriale, parente des Apraxine, des Verderevsky, des Krioukoff et des Khitrov. Suivie depuis 1371, date où son ancêtre, le prince tatare Solohmir-Mirza Miroslavitch, accepta le baptême sous le nom d'Ivan et fit allégeance au prince de Riazan, Oleg Ivanovitch, qui l'apanagea et le maria à sa propre sœur, Anastasia.) Pas de blasonnement en français | I, 56                       |
| Хатов               | Khatov olim Khatoff Pas de blasonnement en français | I, 117                      |
| Херасков            | Kheraskov olim Kheraskoff (ancienne noblesse) Pas de blasonnement en français | II, 134                     |
| Хитров              | Khitrov olim Khitroff (maison de noblesse immémoriale, parente des Apraxine, des Verderevsky, des Krioukoff et des Khanykoff. Suivie régulièrement depuis 1371, date à laquelle Edugan Miroslavitch, prince tatare de la Horde d'or, accepta le baptême sous le nom d'André et se rallia avec son frère, le mirza Solohmir au prince de Riazan, Oleg Ivanovitch). Écu : de gueules aux deux épées d'argent garnies d'or, passées en sautoir, les pointe en chef et passant toutes deux dans une couronne aristocratique d'or posée en fasce ; une étoile d'argent à six rais posée en pointe. Timbre : casque couronné de gentilhomme, sommé de trois plumes d'autruches d'argent. Lambrequins : d'argent sur gueules. | I, 57                       |
| Хованский           | Khovanski ou Khavansky ; olim Khavansky (princes gédiminides, issus (comme les Kourakine et les Galitzyne) de Narymont (Narimantas) (circa 1300 - 1348), 2e fils du duc Guédymine de Lituanie, qui régna sur les villes de Pinsk et Polotsk avant de se mettre provisoirement au service de la République de Novgorod ; en 42e position dans l'ordre de préséance princière russe, et 1re pour ce qui est de la descendance de Guédymine.) Pas de blasonnement en français | I, 1                        |
| Храповицкий         | Khrapovitski olim Khrapovitsky (ancienne noblesse, d'origine polonaise) Pas de blasonnement en français | II, 126                     |
| Храповицкий         | Khrapovitski ; olim Khrapovitsky (armes personnelles d'Ivan I. Khrapovistky (concession de 1747), de la famille précédente ; ces armes signalent sa participation au coup d'état du 6 décembre 1741, qui porta sur le trône l'impératrice Elisabeth Petrovna) Pas de blasonnement en français | II, 127                     |
| Христовский         | Khristovski ; olim Khristowsky (noblesse de service, confirmée par diplôme le 11 août 1795 à Ivan et Yégor, fils du Grec Paul Christodoulos, installé en Russie au milieu du XVIIIe siècle). Écu : Parti, au 1 de sable au sabre d'argent garni d'or, posé en barre, la pointe vers le bas, accompagné en chef à dextre d'une croix pattée d'or et en pointe à senestre d'un cloche du même ; au 2 coupé, en a d'azur à la demi-aigle éployée au naturel, mouvante du parti et coiffée d'une couronne impériale d'or ; au b échiqueté d'argent et d'azur ; Lambrequins : or et sable ; Timbre : casque non couronné de gentilhomme, coiffé de trois plumes d'autruche d'argent. | I, 139                      |
| Хрущов              | Khrouchtchov ; olim Khrouchtchoff (ancienne noblesse, attestée depuis le XVIIe siècle) Pas de blasonnement en français | II, 111                     |
| Хвостов             | Khvostov ; olim Khvostoff (ancienne noblesse, remontant à Alexis Khvoste, maire de Moscou au XIVe siècle. Illustrée par les deux ministres Alexandre Alexeïevitch (1857 - 1922) et Alexis Nikolaïevitch (1872 - 1918)) Pas de blasonnement en français | II, 35                      |
| Кожин               | Kojine (ancienne noblesse) Pas de blasonnement en français | I, 52                       |
| Кокушкин            | Kokouchkine Pas de blasonnement en français | I, 133                      |
| Колокольцев         | Kolokoltsev ou Kolokoltsov ; olim Kalokoltseff ou Kalokoltsoff (ancienne noblesse) Pas de blasonnement en français | I, 63                       |
| Колтовский          | Koltovski ou Koltovsky (maison d'ancienne noblesse, descendante de Gleb ou Oblaghine, général suédois passé en 1375 au service du grand-prince Dimitri Donskoï ; Gleb/Oblaghine est aussi l'ancêtre des maisons Gleboff, Lapoukhine, Lapteff, Lodyjensky et Loupandine.) Pas de blasonnement en français | II, 23                      |
| Кольцов-Мосальский  | Koltsov-Mossalski ou Koltsov-Massalski ; olim Koltsoff-Massalsky (princes riourikides, au 2e rang de préséance; tirent leur nom de la ville de Massalsk, dans l'oblast de Kalouga) Pas de blasonnement en français | II, 2                       |
| Колычев             | Kolytchev ; olim Kolytcheff ou Kalytcheff (noblesse immémoriale, d'origine vraisemblablement riourikide, attestée sous ce nom depuis le XIIIe siècle ; issue d'Andreï Kobyla (ou Kabyla), boyard rourikide (?) de Moscou et aussi ancêtre des maisons Chérémétieff, Yakovleff et Soukhovo-Kobyline (qui portent des armes similaires), Barbarykine, Konovnitsyne, Ladyguine, Néplouïeff, ainsi que de la première maison Romanoff. Inscrite au Livre de velours) Pas de blasonnement en français (mêmes armes que celles des Chérémétieff et proches de celles des Soukhovo-Kobyline ; casque sommé de l'arbre des Néplouïeff) | II, 27                      |
| Комаров             | Komarov olim Komaroff ou Kamaroff (inscrit en 1769) Écu : parti au 1 d'argent à l'arbre terrassé de sinople, et au 2 d'argent au vol d'abeilles sans nombre, disposées en pyramide. Timbre : casque de gentilhomme, sommé de trois plumes d'autruches d'argent. Lambrequins : argent sur sinople. | I, 126                      |
| Комынин             | Komynine (ancienne noblesse, attestée depuis le XVIe siècle) Pas de blasonnement français | II, 68                      |
| Коновницын          | Konovnitsyne (comtes, d'extraction vraisemblablement riourikide ; issue d'Andreï Kobyla (ou Kabyla), boyard rourikide (?) de Moscou et aussi ancêtre des maisons Chérémétieff, Kolytcheff, Yakovleff et Soukhovo-Kobyline (qui portent des armes similaires), Barbarykine, Ladyguine, Néplouïeff, ainsi que de la première maison Romanoff) Pas de blasonnement en français | X, 7                        |
| Коновницын          | Konovnitsyne (origine boyarde et riourikide ; branche non titrée de la maison précédente) Pas de blasonnement en français | I, 39                       |
| Коробанов           | Korobanov olim Korobanoff (noblesse ancienne, attestée depuis le XVIe siècle) Pas de blasonnement en français | II, 86                      |
| Корсаков            | Korsakov olim Korsakoff (très ancienne noblesse, remontant à Zygymunt, gentilhomme de Bohême passé au service de Vytautas et tige des Korsak ; les Korsakoff descendent de deux de ses fils, Vyatcheslav et Miloslav, venus en Russie dans la suite de la princesse Sophie, fille de Vytautas, venue à Moscou épouser le grand-prince Vassili Dimitriévitch (1391) ; illustrés par le général et collectionneur d'art Alexis Ivanovitch (1751-1821), Michel Alexandrovitch, deuxième prince Dondoukoff-Korsakoff (1794-1869), cible des railleries de Pouchkine et ses frères, l'écrivain néerlandophone Pierre Alexandrovitch (1798-1844) et le poète Nicolas Alexandrovitch (1800-1820), ami de lycée du même Pouchkine, ainsi que le célèbre compositeur Nicolas Rimski-Korsakoff (1844-1908).) Écu : écartelé, au 1 d'azur à l'ours arrêté d'argent, regardant à senestre ; en 2 de gueules, à deux ancres affrontées et liées d'argent ; un croissant d'argent surmonté d'une croix d'or 3 brochant sur 1 et 2 ; en 3 de gueules à deux badelaires d'argent garnis d'or et passés en sautoir, la lame vers la pointe ; en 4 à un castel pierré d'argent surmonté de deux tourelles du même ; un écusson, couronné d'or, de gueules à trois fasces ondées d'argent, le chef d'azur à trois étoiles d'argent rangées en fasce, brochant sur l'écartelé ; Timbre : casque non couronné de gentilhomme, coiffé de trois plumes d'argent ; Lambrequins : (dextre) argent sur azur ; (senestre) argent sur gueules. | I, 83                       |
| Косаткин-Ростовски  | Kosatkin-Rostovski olim Kassatkine-Rostovski, "Kassatkine-Rostofsky" ou Kassatkine de Rostow (princes ryourikides, au 31) Pas de blasonnement en français | II, 39                      |
| Котенин             | Kotenin olim Kotenine (ancienne noblesse, attestée depuis le XVe siècle) Pas de blasonnement en français | II, 59                      |
| Кушелев             | Koucheliov olim Kouchelioff (ancienne noblesse, attestée depuis le XVIe siècle) Pas de blasonnement en français | II, 84                      |
| Куракин             | Kourakine (princes gédiminides) Pas de blasonnement en français | I, 3                        |
| Кутайсов            | Koutaïsov ; olim Koutaïssoff (inscrite en 1799, au profit de Jean, ancien esclave circassien devenu le protégé de l'empereur Paul Ier.) Pas de blasonnement en français | II, 143                     |
| Козлов              | Kozlov ; olim Kozloff (grenadier du régiment Préobrajensky, anobli en 1751, pour sa participation au coup d'État du 6 décembre 1741, qui porta sur le trône l'impératrice Elisabeth Petrovna) Pas de blasonnement en français | II, 137                     |
| Крейтер             | Kreiter, von Pas de blasonnement en français | I, 132                      |
| Кречетников         | Kretchetnikov ; olim Kretchetnikoff (ancienne noblesse) Pas de blasonnement en français | II, 90                      |
| Кретов              | Kretov ; olim Kretoff (ancienne noblesse, attestée depuis le XVIIe siècle) Pas de blasonnement en français | II, 117                     |
| Крюков              | Krioukov ou Kryoukov ; olim Krioukoff ou Kryoukoff (noblesse immémoriale, suivie depuis 1371, date à laquelle Solohmir-Mirza Miroslavitch, prince tatare de la Horde d'Or, se rallia avec son frère Edugan-Mirza au prince de Riazan, Oleg Ivanovitch. Baptisé sous le nom d'Ivan, il reçut en mariage Anastasia Ivanovna, la propre sœur du prince. Même maison que les Apraxine, les Khanykoff, les Khitroff et les Verderevsky.) Écu : (armes parlantes) écartelé ; au 1 d'azur, à une étoile d'or à huit rais ; au 2 de gueules, à un croissant figuré d'argent, tourné vers le chef ; au 3 d'argent, à un lis de jardin au naturel, posé sur une terrasse isolée de sinople ; au 4 d'or à deux crochets au naturel, posés en sautoir, la pointe tournée vers le bas, ledit sautoir posé en bande. Un cimeterre d'argent, garni d'or, posé en barre, brochant sur ledit sautoir. Lambrequins : à dextre, d'or et d'azur et à senestre, d'or et de gueules. Timbre : casque couronné de gentilhomme. | II, 46                      |
| Кромин              | Kromine (ancienne noblesse) Pas de blasonnement en français | I, 78                       |
| Квашнин-Самарин     | Kvachnin-Samarin ; olim Kwachnine-Samarine (ancienne noblesse, attestée depuis le XIVe siècle) Pas de blasonnement en français | II, 39                      |

### L
| Armes             | Patronyme - Qualité/titre(s) - Blasonnement | Localisation (volume, cote) |
| ----------------- | --- | --------------------------- |
| Латынин           | Latynine Noblesse de service (7e rang le 31 décembre 1791), confirmée héréditaire le 25 août 1796. Écu : d'azur au pal d'argent, adextré de deux étoiles d'or à cinq rais, posées l'une au-dessus de l'autre, et senestré d'une branche feuillée de tilleul de sinople, posée en pal et surmontée d'une abeille d'or. Timbre : casque non couronné de gentilhomme, coiffé de trois plumes d'argent. Lambels : argent sur azur. | I, 150                      |
| Лебедев           | Lebedev ; olim Liébedeff Noblesse de service (7e rang le 18 septembre 1786), confirmée héréditaire le 25 avril 1796. Écu : coupé ; en 1, d'azur à une couronne impériale au naturel ; en 2, d'argent à un cygne au naturel nageant sur un lac agité du même et tenant en son bec une couronne de laurier de sinople. Timbre : casque non couronné de gentilhomme, coiffé de trois plumes d'argent. Lambels : argent sur azur. | I, 145                      |
| Ленивцев          | Lenitsev ; olim Liénitseff ou Lénitseff Pas de blasonnement en français (ancienne noblesse) | II, 106                     |
| Леванидов         | Levanidov ; olim Liévanidoff ou Lévanidoff Pas de blasonnement en français (ancienne noblesse) | II, 125                     |
| Линицкий          | Linistki ou Linitsky ou Leïnitsky Maison de noblesse ancienne, revendiquant une origine polonaise ; famille illustrée par le célèbre archevêque de Pskov, Varlaam (mort en 1741). Écu : de gueules à la fasce d'argent, chargée de trois mouches passantes au naturel, orientées à senestre, accompagnée en chef des deux têtes et cols d'une aigle bicéphale de sable, becquée d'or, mouvante de la fasce, et en pointe de deux flammes d'argent, la première mouvante du flanc dextre en barre, la pointe vers le bas, et la seconde du canton senestre en barre, la pointe vers le haut. Timbre : casque couronné de gentilhomme, coiffé de trois plumes d'argent. Lambels : argent sur azur. | I, 147                      |
| Липнягов          | Lipniagov ou Lipnyagov ; olim Lipniagoff ou Lipnyagoff Pas de blasonnement en français | I, 135                      |
| Лисенко           | Lissenko ou Lissienko (ancienne noblesse) Pas de blasonnement en français | I, 86                       |
| Лизунов           | Lizounov ; olim Lizounoff (ancienne noblesse) Pas de blasonnement en français | II, 119                     |
| Лобанов-Ростовски | Lobanov-Rostovski ; olim Lobanoff-Rostovsky (princes riourikides descendants des princes de Kiev puis de Rostov ; maison illustrée par le ministre prince Dimitri Ivanovitch (1758-1838), signataire du traité de Tilsitt (1807), le général prince Alexandre Yakovlévitch (1788-1866), historien et membre fondateur du Yacht-club impérial (1844), le prince Alexis Borissovitch (1824-1896), grand diplomate et historien, ainsi que le prince Alexis Nicolaïévitch (1862-1921), président du parti impérialiste l'Assemblée russe.) Écu : coupé, au 1 d'azur à un ange ailé et vêtu d'argent, tourné à dextre, armé d'or et brandissant de la main dextre une épée d'or (écu de Kiev) ; au 2 de gueules à un cerf passant d'argent (écu de Rostov). Manteau : de gueules, frangé et houppé d'or, doublé d'hermine. Timbre : couronne princière. | I, 12                       |
| Лодыженски        | Lodyjensky ou Ladyjensky (maison d'ancienne noblesse, descendante de Gleb ou Oblaghine, général suédois passé en 1375 au service du grand-prince Dimitri Donskoï ; Gleb/Oblaghine est aussi l'ancêtre des maisons Adadouroff, Gleboff, Koltovsky, Lapoukhine, Lapteff et Loupandine ; illustrée notamment par le général Nicolas Fiodorovitch (1774-1861) et le peintre Ghennady Alexandrovitch (1852-1916).) Écu : (armes proches de celles des Adadouroff) écartelé, en 1 d'azur à une flèche d'argent pointée vers le bas et posée en bande, croisée de deux traverses d'or posées en pal et de tailles différentes, la plus grande à dextre ; en 2 et 3, de gueules à une fleur-de-lys héraldique d'argent ; en 4, d'azur à un cerf passant d'argent, tenant à la gueule une double branche feuillée de sinople et orienté à dextre, mouvant d'une forêt d'or et soutenu d'une terrasse de sinople. Timbre : casque couronné de gentilhomme, sommé de trois plumes d'autruche d'argent. Lambels : (dextre) or et azur ; (senestre) or et gueules. | II, 49                      |
| Лупандин          | Loupandine (maison d'ancienne noblesse, descendante de Gleb ou Oblaghine, général suédois passé en 1375 au service du grand-prince Dimitri Donskoï ; Gleb/Oblaghine est aussi l'ancêtre des maisons Adadouroff, Gleboff, Koltovsky, Lapoukhine, Lapteff et Lodyjensky) Pas de blasonnement en français | II, 24                      |

### M
| Armes              | Patronyme - Qualité/titre(s) - Blasonnement | Localisation (volume, cote) |
| ------------------ | --- | --------------------------- |
| Маляков            | Malyakov ou Maliakov ; olim Malyakoff ou Maliakoff Noblesse de service (7e rang le 22 janvier 1787), confirmée héréditaire le 25 août 1796. Écu : coupé d'argent sur azur, à un poirier fruité de l'un en l'autre, brochant sur le tout et terrassé d'argent ; Timbre : casque de gentilhomme non couronné, coiffé de trois plumes d'autruche d'argent ; Lambrequins : azur sur argent. | I, 146                      |
| Мансуров           | Mansourov ; olim Mansouroff (ancienne noblesse) Pas de blasonnement en français | I, 45                       |
| Маслов             | Maslov ; olim Masloff (ancienne noblesse) Pas de blasonnement en français | II, 74                      |
| Матюшкин           | Matyouchkine ou Matiouchkine Ancienne noblesse, d'origine boyarde ; autorisée à porter dans l'Empire un titre de comte du Saint-Empire romain germanique, privilège accordé en 1762. Pas de blasonnement en français | II, 91                      |
| Маврин             | Mavrine (ancienne noblesse) Pas de blasonnement en français | I, 41                       |
| Мещерски           | Mechtcherski ou Mechtchersky ; olim Mestchersky Princes (création du 30 juin 1798), issus du prince tatare Bakhmed-Mirza, seigneur de la région de Mechtchera ; maison illustrée notamment par le prince Pierre Serguéïévitch (1778-1857), procureur du Saint Synode, son fils le poète francophone Élim Petrovitch (1808-1844), sa petite fille la princesse Demidova-San-Donato (1844-1868), premier et grand amour de l'Empereur Alexandre III, et la princesse Véra Kirilovna, née Struve (1876-1949), fondatrice de la Maison de retraite russe de Sainte-Geneviève-des-Bois. Écu : écartelé, au 1 de gueules à deux croissants d'argent montant, rangés en bande ; au 2, d'azur au mur crénelé d'argent, adextré d'une tour donjonnée du même et ouvert à dextre d'une porte d'azur ; au 3, à un chevalier contourné, armé et coiffé d'argent, brandissant de la main dextre un sabre d'argent garni d'or, monté sur un cheval d'argent équipé d'or, gravissant un tertre de sinople ; au 4, de gueules à une rivière d'azur, s'écoulant en bande, bordée à dextre d'une terrasse de sinople, et enjambée d'un pont d'argent à trois arches, posé en bande. Manteau : de gueules, frangé et houppé d'or, doublé d'hermine. Timbre : couronne princière. | II, 8                       |
| Медведев           | Medviedev ou Medvedev ; olim Medviedeff Noblesse de service, confirmée héréditaire le 25 avril 1796. Écu : (armes semi-parlantes) coupé d'or sur argent, à une fasce d'azur brochant sur le coupé, chargée de trois griffes d'ours de sable, rangées en pal et mouvantes du côté inférieur de la fasce ; accompagnée en chef d'un vol de sable, mouvant de la fasce, et en pointe de deux flammes de gueules en barre et en bande, et mouvantes des cantons de la pointe ; Timbre : casque de gentilhomme couronné, coiffé de trois plumes d'autruche d'argent ; Lambrequins : (dextre) or et azur ; (senestre) or et gueules. | I, 148                      |
| Мельгунов          | Melgounov ou Mielgounov ; olim Melgounoff ou Mielgounoff (ancienne noblesse) Pas de blasonnement en français | I, 65                       |
| Меллер-Закомельски | Meller-Zakomelski ; olim Meller-Zakomelsky (barons) Pas de blasonnement en français | I, 36                       |
| Меншиков           | Menchikov ; olim Menchikoff Princes, d'origine roturière; illustre maison fondée par Alexandre Danilovitch Menchikov, compagnon de Pierre le Grand. Pas de blasonnement en français | I, 15                       |
| Михайлов           | Mikhaïlov ; olim Mikhaïloff (sans liens apparents avec la famille suivante) Pas de blasonnement en français | I, 137                      |
| Михайлов           | Mikhaïlov ; olim Mikhaïloff Grenadier du régiment Préobrajensky, anobli en 1741 (confirmé en 1751), pour sa participation au coup d'état du 6 décembre 1741, qui porta sur le trône l'impératrice Elisabeth Petrovna (sans liens apparents avec la famille précédente). Écu : (armes adadouroviennes) parti, au 1 de sable au chevron d'or, chargé de trois grenades au naturel, allumées de gueules, posées dans le sens du chevron, le chevron accompagné de trois étoiles d'or ; au 2, Coupé d'argent et de gueules, à trois plumes d'autruches de l'un en l'autre, posées 2 et 1. Timbre : casque morné d'anobli, tourné à dextre, sommé d'une toque militaire de velours noir, bordée d'or, posée de profil et ornée sur le devant d'une aigle éployée, becquée et membrée d'or et à l'arrière de deux plumes d'autruche, celle de dextre de gueules et celle de senestre d'argent, entre un vol de sable, chaque aile chargée de trois étoiles d'argent. Lambrequins : (dextre) argent sur gueules ; (senestre) or sur sable. | II, 140                     |
| Милютин            | Milioutine ou Milyoutine D'origine bourgeoise ; l'entrepreneur et valet de chambre de l'impératrice Anne Ivanovna, Alexis Yakovievitch, fut anobli le 17 janvier 1744 ; la famille fut particulièrement illustrée par le maréchal et ministre comte Dimitri Alexeïévitch (1816-1912). Écu : (armes semi-parlantes) d'azur au chevron dentelé d'or, accosté de trois vannes (de cheminée) d'argent ; Timbre : casque morné d'anobli, tourné à dextre ; Lambrequins : (dextre) or sur azur ; (senestre) argent sur azur. | I, 88                       |
| Митусов            | Mitoussov ; olim Mitoussoff (ancienne noblesse) Pas de blasonnement en français | II, 105                     |
| Мошков             | Mochkov ; olim Mochkoff (ancienne noblesse) Pas de blasonnement en français | II, 102                     |
| Молчанов           | Moltchanov ; olim Moltchanoff Ancienne noblesse, attestée dès 1336, remontant au mercenaire allemand Indris, passé au service du grand-duc de Tchernigov et baptisé sous le nom de Léonce ; partage la même origine que les maisons Daniloff, Dournovo, Tolstoï et Vassiltchikoff ; illustrée par l'écrivain Pierre Stépanovitch (1772-1831). Écu : tranché en (1) de gueules à la flèche d'argent, posée en bande et orientée vers le chef, et en (2) d'argent à une étoile d'azur à six rais ; une bande (rivière) d'azur brochant sur le tranché, entourée de deux cotices d'or muraillées de sable ; Timbre : casque couronné de gentilhomme ; Lambrequins : argent sur gueules. | I, 55                       |
| Мордвинов          | Mordvinov ; olim Mordvinoff (ancienne noblesse) Pas de blasonnement en français | I, 85                       |
| Морков             | Morkov ; olim Morkoff (comtes) Pas de blasonnement en français | I, 60                       |
| Мосальской         | Mossalski ; olim Mossalskoï Pas de blasonnement en français | I, 131                      |
| Муханов            | Moukhanov ; olim Moukhanoff (ancienne noblesse) Pas de blasonnement en français | II, 88                      |
| Муравьев           | Mouraviev ou Mouraviov ; olim Mouravieff ou Mouravioff (ancienne noblesse) Pas de blasonnement en français | I, 59                       |
| Муравьев           | Mouraviev ou Mouraviov ; olim Mouravieff ou Mouravioff Grenadier du régiment Préobrajensky, anobli en 1741 (confirmé en 1748), pour sa participation au coup d'état du 6 décembre 1741, qui porta sur le trône l'impératrice Elisabeth Petrovna (sans liens apparents avec la famille précédente) Écu : (armes adadouroviennes semi-parlantes) parti, au 1 de sable au chevron d'or, chargé de trois grenades au naturel, allumées de gueules, posées dans le sens du chevron, le chevron accompagné de trois étoiles d'or ; au 2, d'argent semé de fourmis de sable. Timbre : casque morné d'anobli, tourné à dextre, sommé d'une toque militaire de velours noir, bordée d'or, posée de profil et ornée sur le devant d'une aigle éployée, becquée et membrée d'or et à l'arrière de deux plumes d'autruche, celle de dextre de gueules et celle de senestre d'argent, entre un vol de sable, chaque aile chargée de trois étoiles d'argent. Lambrequins : (dextre) argent sur sable ; (senestre) or sur sable. | II, 138                     |
| Мусин-Пушкин       | Moussine-Pouchkine Comtes; partagent avec les Bobrichtcheff-Pouchkine, les Boutourline, les Kologrivoff, Miatleff et Pouchkine le même ancêtre allemand, Radcha, venu en Russie au XIIIe siècle. Pas de blasonnement en français | I, 17                       |
| Миних              | Münnich, von (comtes) Pas de blasonnement en français | I, 18                       |

### N
| Armes              | Patronyme - Qualité/titre(s) - Blasonnement | Localisation (volume, cote) |
| ------------------ | --- | --------------------------- |
| Наумов             | Naoumov ; olim Naoumoff (ancienne noblesse) Pas de blasonnement en français | II, 41                      |
| Нарышкин           | Narichkine (origine boyarde, vraisemblablement issue de riches paysans ; famille de la mère du tsar Pierre Ier) Pas de blasonnement en français | II, 60                      |
| Небольсин          | Nebolsine ou Niebolsine ; olim Niebalsine (ancienne noblesse) Pas de blasonnement en français | II, 108                     |
| Неледински-Мелецки | Neledinski-Meletski ou Neliedinski-Mieletski ; olim Neledinsky-Meletsky ou Neliedinsky-Mieletsky (ancienne noblesse) Pas de blasonnement en français | II, 53                      |
| Нелидов            | Nelidov ou Nielidov ; olim Nelidoff ou Nielidoff (origine boyarde (Lituanie), attestée en 1367) Pas de blasonnement en français | I, 48                       |
| Немцов.PNG         | Nemtsov ou Niemtsov ; olim Nemtsoff, Niemtsoff ou Niemtzoff (ancienne noblesse) Pas de blasonnement en français | II, 76                      |
| Неплюев            | Nepliouev, Nepliouyev ou Nepliouïev ; olim Neplioueff, Nepliouyeff ou Nepliouïeff (noblesse immémoriale, d'origine vraisemblablement riourikide ; issue d'Andreï Kobyla(ou Kabyla), boyard rourikide (?) de Moscou et aussi ancêtre des maisons Chérémétieff, Kolytcheff, Yakovleff et Soukhovo-Kobyline (qui portent des armes similaires), Barbarykine, Konovnitsyne, Ladyguine, ainsi que de la première maison Romanoff. Inscrite au Livre de velours) Pas de blasonnement en français | I, 61                       |
| Николев            | Nikolev, Nikolyev ou Nikoliev ; olim Nikoleff, Nikolyeff, Nikolieff, ou Nicolieff (ancienne noblesse) Pas de blasonnement en français | II, 96                      |

### O
| Armes     | Patronyme - Qualité/titre(s) - Blasonnement | Localisation (volume, cote) |
| --------- | --- | --------------------------- |
| Облеухов  | Obleoukhov ; olim Obleoukhoff (ancienne noblesse) Pas de blasonnement en français | II, 114                     |
| Одоевский | Odoïevski ou Odaïevski ; olim Odaïevsky ou Odoïevsky (princes riourikides, dont l'écrivain et pédagogue Vladimir Odoïevski et son cousin, le poète décembriste Alexandre Odoïevski. Première famille de princes riurikides, tirant son nom de la ville d'Odoïev, dans l'Oblast de Toula) Pas de blasonnement en français | I, 4                        |
| Одинцов   | Odintsov ou Adintsov ; olim Adintsoff (ancienne noblesse) Pas de blasonnement en français | II, 100                     |
| Окунев    | Okounev ou Okouniev ; olim Okounieff (ancienne noblesse) Pas de blasonnement en français | II, 77                      |
| Олешев    | Olechev ; olim Olecheff (ancienne noblesse) Pas de blasonnement en français | II, 112                     |
| Оленин    | Olenine ou Olienine (ancienne noblesse) Pas de blasonnement en français | I, 72                       |
| Орлов     | Orlov ; olim Orloff (princes du Saint-Empire; création du 4 octobre 1772, au profit du comte Grégoire Orloff, favori et amant de l'impératrice Catherine II, qui lui donna le comte Bobrinsky. Maison d'origine roturière, vraisemblablement marchande: le sang froid dont Jean Oryol, strelitz séditieux condamné à mort après les troubles de Moscou (1698), fit montre avant son supplice impressionna Pierre (qui assistait aux exécutions), à tel point que le tsar lui accorda sa grâce et l'incorpora dans l'armée, où il devint officier et gentilhomme. Son fils, gouverneur de Novgorod, fut le père du favori de Catherine II. Tige des comtes Bobrinsky) Pas de blasonnement en français | I, 23                       |
| Орлов     | Orlov ; olim Orloff (comtes ; branches comtales de la maison précédente, les cinq frères Orloff ayant ainsi été également titrés le 22 septembre 1762) Pas de blasonnement en français | I, 24                       |
| Остерман  | Ostermann (von) (comtes. Création du 28 avril 1730 au profit de André von Ostermann, fils d'un pasteur de Westphalie, qui mena une très brillante carrière au service de l'Empire : vice-chancelier, précepteur du tsarévitch Pierre, grand-amiral de la flotte, etc. Son titre fut reversé le 27 octobre 1796 à son petit fils le général Alexandre Tolstoï, connu depuis comme le comte Ostermann-Tolstoï.) Pas de blasonnement en français | II, 13                      |
| Отяев     | Otiaev, Otiaïev ou Otyaev ; olim Otiaeff, Otyaeff ou Otyayeff (ancienne noblesse, remontant à Alexis Khvoste, maire de Moscou au XIVe siècle). Pas de blasonnement en français | II, 36                      |
| Ушаков    | Ouchakov ; olim Ouchakoff (ancienne noblesse) Pas de blasonnement en français | I, 76                       |
| Улучкин   | Ouloutchkine (grenadier du régiment Préobrajensky, anobli en 1745, pour sa participation au coup d'État du 6 décembre 1741, qui porta sur le trône l'impératrice Elisabeth Petrovna) Pas de blasonnement en français | I, 91                       |

### P
| Armes                        | Patronyme - Qualité/titre(s) - Blasonnement | Localisation (volume, cote) |
| ---------------------------- | --- | --------------------------- |
| Панин                        | Panine (comtes) Pas de blasonnement en français | I, 25                       |
| Пантелеев                    | Panteleev ou Panteleïev ; olim Panteleïeff (ancienne noblesse) Pas de blasonnement en français | II, 64                      |
| Пещуров                      | Pechtchourov ; olim Pechtchouroff (ancienne noblesse) Pas de blasonnement en français | I, 84                       |
| Петров-Соловово              | Petrov-Solovovo ; olim Petroff-Solowowo (ancienne noblesse) Pas de blasonnement en français | II, 47                      |
| Пивоваров                    | Pivovarov ; olim Pivovaroff (noblesse de service, confirmée héréditaire en 1796) Pas de blasonnement en français | I, 140                      |
| Плещеев                      | Plechtcheïev ; olim Plechtcheïeff (ancienne noblesse, attestée depuis le XIVe siècle; même origine que les Jerebtzoff ; illustrée notamment par Saint Alexis, métropolite de Moscou (1292 - 1378)) Pas de blasonnement en français                                                    | I, 44                       |
| Полуехтов                    | Polouekhtov ; olim Polouekhtoff ou Polouiekhtoff (ancienne noblesse) Pas de blasonnement en français | II, 30                      |
| Полторацкой                  | Poltoratskoï ou Paltoratskoï (anobli en 1763) Pas de blasonnement en français | II, 142                     |
| Потемкин                     | Potemkine ou Potiemkine ; aussi Patiomkine ou Patemkine (ancienne noblesse) Pas de blasonnement en français | II, 66                      |
| Потемкин-Таврически          | Potemkine ou Potiemkine ; aussi Patiomkine ou Patemkine (princes de Tauride, branche princière de la maison précédente; branche de Grégoire Potemkine, favori de Catherine II de Russie) Pas de blasonnement en français                                                              | I, 26                       |
| Пущин                        | Pouchtchine (noblesse ancienne; famille du dékabriste (décembriste) et mémorialiste Ivan Ivanovitch (1798-1859)) Pas de blasonnement en français | II, 65                      |
| Путятин                      | Poutiatine ou Poutyatine (ancienne noblesse, d'origine riourikide) Pas de blasonnement en français | I, 64                       |
| Приклонский olim Приклонской | Priklonski ou Priklonsky ; olim Priklonsky ou Priklonskoï (ancienne noblesse) Pas de blasonnement en français | II, 118                     |
| Протасов                     | Protassov ou Pratassov ; olim Pratassoff ou Protassoff (ancienne noblesse, attestée depuis le XIVe siècle ; famille de la mère de la comtesse de Ségur, Catherine, qui fit scandale à la cour pour s'être convertie, avec sa fille, au catholicisme.) Pas de blasonnement en français | II, 55                      |
| Прозоровский                 | Prozorovski ; olim Prozorovsky (princes riourikides) Pas de blasonnement en français | I, 11                       |

### R
| Armes                       | Patronyme - Qualité/titre(s) - Blasonnement | Localisation (volume, cote) |
| --------------------------- | --- | --------------------------- |
| Расловлев                   | Raslovlev ou Raslovliev ; olim Raslovleff ou Raslovlieff (ancienne noblesse) Pas de blasonnement en français | II, 57                      |
| Разумовский или Розумовский | Razoumovski ou Rozoumovski ; olim Razoumovsky, Rozoumovsky ou Razoumofsky(comtes ; famille d'Alexis Razoumovski, courtisan et favori de Catherine II de Russie) Écu : parti d'or et de sable, à l'aigle bicéphale impériale éployée de l'un en l'autre, portant à la poitrine un écusson d'azur chargé d'une cuirasse d'argent, percée de deux flèches de gueules en fasces, l'une sur l'autre, chacune orientée à l'opposé ; l'écu surmonté d'une couronne comtale ; Tenants : deux hommes moustachus, tête nue ; celui de dextre, rasé comme un tatare, vêtu d'une redingote et d'un haut-de-chausse d'azur, botté de sable, ceinturé et rabattu d'argent, un sabre garni d'or au côté et un carquois garni de flèches au naturel dans le dos, les mains de carnation, celle de dextre tenant un arc au naturel ; celui de senestre vêtu d'une redingote et d'un haut-de-chausse de gueules, botté de sable, ceinturé et rabattu d'argent, un carquois garni de flèches au naturel dans le dos, les mains de carnation, celle de senestre tenant une lance d'argent pointée vers le haut. Devise : Famam extendere factis. Timbre : un casque de gentilhomme, sommé d'un couronne comtale d'or, elle-même surmontée d'un gonfanon d'azur bordé d'or, chargé comme l'écusson, pointé d'argent, déployé à dextre et brochant sur deux flèches de gueules croisées en sautoir ; Lambels : (à dextre) or, gueules et sable ; (à senestre) or, azur et gueules | I, 21                       |
| Реполовский                 | Repolovski ou Repalovski ou Repalovsky ; olim Repalowsky ou Repalofsky (noblesse de service, confirmée héréditaire en 1793) Pas de blasonnement en français | II, 147                     |
| Репнин                      | Repnine (princes riourikides, issus de Saint-Michel de Tchernigov ; maison illustrée par l'ami d'enfance de Pierre le Grand, le maréchal Anikita Ivanovitch (1668-1726), et l'ambassadeur et feld-maréchal Nicolas Vassilévitch (1731-1801)) Écu : parti, au 1 d'azur à l'ange d'argent, habillé et cuirassé du même, tenant en sa main dextre une épée flamboyante du même et de la senestre un bouclier rond d'or (écu de Kiev) ; au 2 d'or à l'aigle de sable, membré, becqué et couronné d'or, tenant dans sa griffe dextre une croix patriarcale en bande du même, lui passant derrière le corps (écu de Tchernigov). La champagne d'argent, chargé de deux oiseaux bruns se faisant face, soutenus d'une terrasse de sinople, la tête de chaque oiseau percée d'une flèche au naturel en fasce, les pointes opposées, chaque oiseau soutenant de la patte dextre une boule d'azur. Manteau : de gueules, frangé et houppé d'or, doublé d'hermine. Timbre : couronne princière. | I, 6                        |
| Рябиков                     | Riabikov ou Ryabikov ; olim Riabikoff ou Ryabikoff (grenadier du régiment Préobrajensky, anobli en 1751, pour sa participation au coup d'état du 6 décembre 1741, qui porta sur le trône l'impératrice Elisabeth Petrovna) Pas de blasonnement en français | I, 97                       |
| Римский-Корсаков            | Rimski-Korsakov ; olim Rimsky-Korsakoff (ancienne noblesse; famille du compositeur Nicolas Rimsky-Korsakoff) Pas de blasonnement en français | II, 52                      |
| Ржевский                    | Rjevski ; olim Rjevsky (branche cadette des princes de Smolensk, d'origine riourikide ; qualité de courtoisie) Écu : (écu de la ville de Smolensk) d'argent au canon d'or, orienté à dextre, sur son affût de sable, soutenu d'une terrasse de sinople occupant toute la champagne ; un oiseau de paradis au naturel posé sur le canon, la tête orientée à dextre. Manteau : de gueules, frangé et houppé d'or, doublé d'hermine. Timbre : couronne princière. | I, 37                       |
| Ростопчин                   | Rostoptchine ; olim Rastoptchine (ancienne noblesse, d'origine tatare, qui remonterait aux Khans de la Horde d'or. Toutefois, la filiation n'est attestée que depuis le XVe siècle. Famille de la comtesse de Ségur.) Pas de blasonnement en français | II, 72                      |
| Рубановский                 | Roubanovski ; olim Roubanovsky ou Roubanofsky (anobli en 1743) Pas de blasonnement en français | I, 104                      |
| Русенов                     | Roussienov ou Roussenov ; olim Roussienoff ou Roussenoff (grenadier du régiment Préobrajensky, anobli en 1751, pour sa participation au coup d'état du 6 décembre 1741, qui porta sur le trône l'impératrice Elisabeth Petrovna) Pas de blasonnement en français | II, 139                     |
| Рыков                       | Rykov ; olim Rykoff (noblesse de service, confirmée héréditaire en 1796) Pas de blasonnement en français | I, 138                      |
| Рындин                      | Ryndine (ancienne noblesse) Pas de blasonnement en français | I, 66                       |

### S
| Armes                   | Patronyme - Qualité/titre(s) - Blasonnement | Localisation (volume, cote) |
| ----------------------- | --- | --------------------------- |
| Саблуков                | Sabloukov ; olim Sabloukoff (ancienne noblesse) Pas de blasonnement en français | I, 80                       |
| Сабуров                 | Sabourov ; olim Sabouroff (ancienne noblesse, d'origine tatare, attestée depuis le XIVe siècle) Pas de blasonnement en français | I, 43                       |
| Санбуров                | Sanbourov ; olim Sanbouroff Écu : de sinople à une pyramide de boulets au naturel, de neuf boulets à chaque côté, sommée d'une grenade du même, allumée de gueules et accostée de deux étoiles d'argent à cinq rais ; Timbre : casque de gentilhomme, non couronné ; Lambels : argent et sinople. | I, 128                      |
| Салтыков                | Saltykov ; olim Saltykoff (comtes, création du 19 janvier 1732 au profit du général Simon Andréïévitch, gouverneur de Moscou (1672-1742) ; illustre famille d'origine princière, qui a fourni le plus grand nombre de boyards à la Russie) Pas de blasonnement en français | II, 15                      |
| Сенявин                 | Senyavine ou Seniavine (ancienne noblesse ; famille d'illustres marins russes, dont Naoum Akimovitch, son fils Alexis Naoumovitch et son petit-neveu Dmitri Nicolaïevitch) Pas de blasonnement en français | II, 67                      |
| Сибиряков               | Sibiriakov ou Sibiryakov ; olim Sibiriakoff ou Sibiryakoff Écu : taillé au 1 de gueules à un croissant figuré et tourné d'argent, au 2 de pourpre à deux faux passées en sautoir, leurs fers en haut, un marteau en fasce, brochant sur le tout, la tête à senestre, accompagné en pointe d'un fer à aiguisé posé en fasce, le tout d'argent ; une barre ondée d'azur, brochant sur le taillé, chargée de trois demi-vols de sable, en pal. Timbre : casque couronné de gentilhomme, sommé de trois plumes d'autruche d'argent. Lambels : argent sur gueules. | I, 127                      |
| Симонов                 | Simonov ; olim Simonoff (grenadier du régiment Préobrajensky, anobli en 1751, pour sa participation au coup d'état du 6 décembre 1741, qui porta sur le trône l'impératrice Elisabeth Petrovna) Écu : parti, au 1 de sable au chevron d'or, chargé de trois grenades au naturel, allumées de gueules, posées dans le sens du chevron, le chevron accompagné de trois étoiles d'or ; au 2, coupé de gueules et de sinople, à une épée d'argent, garnie d'or, brochant sur le tout, accostée de trois croissants d'argent, deux sur le gueules et un sur le sinople ; Timbre : casque morné d'anobli, tourné à dextre, sommé d'une toque militaire de velours noir, bordée d'or, posée de profil et ornée sur le devant d'une aigle éployée, becquée et membrée d'or et à l'arrière de deux plumes d'autruche, celle de dextre de gueules et celle de senestre d'argent, entre un vol de sable, chaque aile chargée de trois étoiles d'argent ; Lambels : (dextre) argent sur gueules ; (senestre) or sur sable.                                                                        | I, 95                       |
| Скобельцын              | Skobeltsyne (ancienne noblesse) Pas de blasonnement en français | II, 89                      |
| Скорняков               | Skorniakov ou Skornyakov ; olim Skorniakoff ou Skornyakoff (anobli le 25 avril 1742, confirmé le 22 octobre 1743.) Écu : De sinople à une main avant de cheval effrayé d'argent, bridé de gueules à houppes d'or, coiffé d'une boule d'argent sommée d'un panache de trois plumes d'autruche de gueules ; Timbre : casque de nouvel anobli, non couronné, tourné à dextre, coiffé d'un bras armé d'argent au naturel, tenant un badelaire d'argent garni d'or ; Lambels : (Dextre) argent sur gueules ; (Senestre) argent sur sinople. | I, 100                      |
| Соймонов                | Soïmonov ; olim Soïmonoff ou Soymonoff (ancienne noblesse) Pas de blasonnement en français | I, 75                       |
| Соковнин                | Sokovnine ; olim Sokownine (ancienne noblesse) Pas de blasonnement en français | II, 89                      |
| Сонин                   | Sonine (ancienne noblesse) Pas de blasonnement en français | II, 75                      |
| Сушков                  | Souchkov ; olim Souchkoff (ancienne noblesse, connue par l'écrivain Michel Vassilievitch Souchkoff (1775-1792), dont la courte vie « wertherienne » inspira Pouchkine, qui lui emprunta beaucoup pour son Eugène Onéguine) Pas de blasonnement en français | II, 73                      |
| Сухово-Кобылин          | Soukhovo-Kobyline (noblesse immémoriale, d'origine vraisemblablement riourikide ; issue de Jean Kabyla ou Kobyla, boyard rourikide (?) de Moscou et aussi ancêtre des maisons Chérémétieff, Yakovleff et Kolytcheff (qui portent des armes similaires), Barbarykine, Konovnitsyne, Ladyguine, Néplouïeff et la première maison Romanoff, et illustrée par l'écrivaine Eugénie Tour (en russe : Евгения Тур), dans le siècle comtesse Elisabeth de Tournemire, née Yelizavéta Vassilievna Soukhovo-Kobyline. Inscrite au Livre de velours) Pas de blasonnement en français (armes apparentées à celles des Chérémétieff et des Kolytcheff ; casque sommé de l'arbre des Néplouïeff) | II, 26                      |
| Сумароков               | Soumarokov ; olim Soumarokoff (ancienne noblesse, illustrée par l'exécuteur de Raspoutine, le prince Félix Félixovitch Youssoupoff) Pas de blasonnement en français | II, 82                      |
| Сурин                   | Sourine (grenadier du régiment Préobrajensky, anobli en 1745, pour sa participation au coup d'état du 6 décembre 1741, qui porta sur le trône l'impératrice Elisabeth Petrovna) Pas de blasonnement en français | I, 93                       |
| Суворов-Рымникски       | Souvarov-Rimniksky ou Souvarov ; olim Souvaroff, Souvaroff-Rimniksky ou Souvaroff-Rimniskoï (comtes ; ancienne noblesse vraisemblablement d'origine suédoise, illustrée par le feld-maréchal comte Alexandre Souvorov de Rimnik, prince d'Italie.) Pas de blasonnement en français | II, 14                      |
| Спиридов                | Spiridov ; olim Spiridoff (ancienne noblesse, illustrée par l'amiral Grégoire Andréïévitch) Pas de blasonnement en français | II, 101                     |
| Стахиев                 | Stakhiev ; olim Stakhieff (noblesse de service, héréditaire (7e rang) en 1775, puis confirmée héréditaire le 5 août 1788.) Écu : D'argent, au chevron de gueules, accosté en chef d'un cerf élancé au naturel et en pointe d'un arbre à triple feuillage de sinople, terrassé du même ; Timbre : casque non couronné de gentilhomme, sommé d'un cerf issant du casque, au naturel ; Lambrequins : argent sur sinople. | I, 118                      |
| Ступишин.PNG            | Stoupichine (ancienne noblesse) Pas de blasonnement en français | II, 78                      |
| Стражев                 | Strajev ; olim Strajeff (noblesse de service, héréditaire le 20 décembre 1784, confirmée héréditaire le 4 mars 1792) Écu : Tranché de gueules sur or, à un guerrier romain contourné, portant à la main senestre un bouclier ovale et tenant de la main dextre une pique, orientée vers le bas, le guerrier et ses armes de l'un en l'autre ; Timbre : casque couronné de gentilhomme, coiffé de trois plumes d'autruche d'argent ; Lambrequins : or sur gueules. | I, 130                      |
| Стрешнев                | Strechnev ; olim Strechnieff (ancienne noblesse, dont la tsarine Eudoxie, épouse de Michel Ier Romanoff et mère du tsar Alexis Ier Romanoff) Pas de blasonnement en français | II, 61                      |
| Строгонов или Строганов | Stroganov ou Strogonov ; olim Stroganoff (barons ; illustre famille aristocratique, issue du richissime marchand novogorodien Anika Strogonoff, lui-même vraisemblablement d'origine de petite noblesse, qui investit sa grande fortune et son influence au service du tsar Ivan le Terrible, lequel, en récompense, lui accorda de très importants privilèges. Le tsar Basile Chouisky accorda par charte le 29 mai 1610 à ses descendants la qualité héréditaire de personnes éminentes et de très importants privilèges, les plaçant au-dessus des boyards, afin de récompenser leur patriotisme et d'honorer leur constante générosité à l'égard du pouvoir, notamment au cours de la guerre contre la Pologne. L'empereur Pierre le Grand troqua tous leurs privilèges et titre contre le celui de baron, accordé aux trois fils de Grégoire Dmitrievitch Strogonoff le 6 mai 1722.) Pas de blasonnement en français ; la tête d'ours d'argent rappelle les armes de la ville de Perm et les deux zibelines la profession des anciens Strogonoff ainsi que le Khanat de Sibérie. | I, 34                       |
| Строгонов или Строганов | Stroganov ou Strogonov ; olim Stroganoff (comtes palatins, de la même maison que la précédente ; titre héréditaire accordé au baron Alexandre Sergueïévitch Stroganoff le 30 mai 1761 par l'empereur François Ier à l'occasion de l'alliance d'Alexandre Sergueïévitch avec la comtesse Anne Mikhaïlovna Vorontsova, cousine de l'impératrice Elisabeth Petrovna) Pas de blasonnement en français | I, 33                       |
| Строгонов или Строганов | Stroganov ou Strogonov ; olim Stroganoff (comtes russes ; titre héréditaire accordé au précédent par l'empereur Paul Ier le 21 avril 1798) Pas de blasonnement en français | II, 16                      |
| Стволов                 | Stvolov ; olim Stvoloff Écu : de gueules à deux porte-plumes d'argent avec leurs plumes du même, passés en sautoir. Timbre : casque couronné de gentilhomme, sommé de trois plumes d'autruche d'argent. Lambels : argent sur gueules. | I, 112                      |
| Сверчков                | Svertchkov ; olim Sviertchkoff (ancienne noblesse) Pas de blasonnement en français | II, 103                     |
| Свечин                  | Svetchine ou Svietchine (ancienne noblesse) Pas de blasonnement en français | II, 38                      |
| Свиньин                 | Svinyine (ancienne noblesse) Pas de blasonnement en français | II, 56                      |

### T
| Armes                   | Patronyme - Qualité/titre(s) - Blasonnement | Localisation (volume, cote) |
| ----------------------- | --- | --------------------------- |
| Талызин                 | Talyzine (origine boyarde, attestée dès 1336) Pas de blasonnement en français | I, 53                       |
| Тарбеев                 | Tarbeïev ; olim Tarbeïeff ou Tarbeyeff (ancienne noblesse) Pas de blasonnement en français | I, 47                       |
| Татищев                 | Tatichtchev ; olim Tatichtcheff (famille issue des princes rourikides de Smolensk.; illustrée par le géographe Vassili Nikititch.) Écu : Coupé, en 1 de gueules chargé d'un étendard d'argent, posé en bande ; en 2 d'argent à un canon d'or sur son affût de sable, posé sur une terrasse de sinople, un oiseau de paradis au naturel perché sur la culasse du canon. Manteau : de gueules, frangé et houppé d'or, doublé d'hermine. Timbre : couronne princière. | II, 17                      |
| Чеглоков                | Tchéglokov ; olim Tchéglokoff (ancienne noblesse) Pas de blasonnement en français | I, 40                       |
| Челищев                 | Tchélichtchev ; olim Tchélichtcheff (noblesse ancienne, illustrée par l'écrivain Pierre Ivanovitch (1745—1811)) Pas de blasonnement en français | II, 33                      |
| Чемесов                 | Tchémessov ; olim Tchémessoff (noblesse ancienne, illustrée par le peintre et portraitiste Yevgraf Pétrovitch (1737—1765)) Pas de blasonnement en français | II, 98                      |
| Черемисинов             | Tchérémissinov ; olim Tchérémissinoff (noblesse ancienne) Pas de blasonnement en français | II, 94                      |
| Черкаский               | Tcherkassky ou Tcherkasky (princes (création du 30 juin 1798) ; anciens princes des Tcherkesses, descendants du prince mamelouk d'Égypte Inal ; famille illustrée par la tsarine (Kutcheneï) Maria Temrioukovna (1544-1569), épouse d'Ivan IV, et par le réformateur Vladimir Alexandrovitch (1824-1878)) Pas de blasonnement en français | II, 9                       |
| Черняев                 | Tchernyaev ou Tcherniaïev ; olim Tchernyaïeff ou Tcherniayeff Écu : coupé au 1 d'argent à un arbre terrassé de sinople ; au 2 d'or à trois pals d'azur. Timbre : casque couronné de gentilhomme, sommé de trois plumes d'autruche d'argent. Lambels : or sur azur. | I, 125                      |
| Чернышёв                | Tchernychev ou Tchernychov ; olim Tchernycheff ou Tchernychoff (comtes) Pas de blasonnement en français | I, 20                       |
| Чертков                 | Tchertkov ; olim Tchertkoff (ancienne noblesse) Pas de blasonnement en français | I, 73                       |
| Чижевский или Чижевской | Tchijevski ou Tchijevsky ; olim Tchijewskoï (anobli en 1743) Écu : d'argent à cinq oiseaux de sinople, le vol levé vers senestre, 2, 1 et 2. Timbre : casque morné de nouvel anobli, sommé d'un des oiseaux de l'écu. Lambels : argent sur sinople. | I, 102                      |
| Чижов                   | Tchijov ; olim Tchijoff Écu : coupé, au 1 d'azur à trois étoiles d'or, rangées en fasce ; au 2 d'argent à l'arbre arraché de sinople, supportant de la branche senestre de sa cime un oiseau au naturel, orienté à senestre. Timbre : casque de gentilhomme, sans couronne. Lambels : argent sur azur. | I, 134                      |
| Чихачёв                 | Tchikhatchov ; olim Tchikhatchoff (noblesse de service (tchinovik) ; illustrée par les deux frères savants géographes Pierre Alexandrovitch (1808-1890) et Platon Alexandrovitch (1812-1892)) Pas de blasonnement en français | II, 110                     |
| Теглев                  | Teglev ; olim Teglieff (noblesse ancienne, illustrée par l'amiral Alexis V. Teglieff (1791-1854)) Pas de blasonnement en français | II, 54                      |
| Теплов                  | Teplov ou Tieplov; olim Tieploff Écu : taillé, au 1 d'or à un demi-vol de sable ; au 2 de sable à une coupe d'or, d'où s'élève à senestre une flamme du même ; au chef d'azur chargé d'une étoile d'argent. Supports : deux hérons rampants au naturel, posés sur une tablette d'argent. Timbre : casque couronné de gentilhomme, sommé d'un vol de sable. Lambels : (dextre) or sur sable ; (senestre) argent sur azur. | I, 109                      |
| Тюфякин.PNG             | Tioufiakin ; olim Tioufiakine (princes rourikides, branche cadette des Obolensky, issus de Saint-Michel de Tchernigov ; cette maison s'éteignit à la mort du prince Pierre Ivanovitch (1769-1845), directeur estimé des Théâtres impériaux (1819-1821), mort à Paris.) Écu : écartelé, au 1 de gueules à un soldat romain armé d'argent, tenant à dextre un sabre du même (inspiré des armes de Kiev) ; au 2, d'or à une aigle de sable, membrée, griffée et becquée d'or, regardant à dextre et tenant, devant elle, un sceptre d'or en bande (version ancienne des armes de Tchernigov) ; au 3, d'argent à un oiseau gris, orienté à senestre mais la tête à dextre, percé à la poitrine d'une flèche d'argent orientée à dextre ; en 4, d'azur à un dais d'argent, posé en chevron. Manteau : de gueules, frangé et houppé d'or, doublé d'hermine. Timbre : couronne princière. | II, 4                       |
| Титов                   | Titov ; olim Titoff (noblesse ancienne, illustrée par le général Nicolas N. Titoff (1791-1854)) Pas de blasonnement en français | II, 80                      |
| Толкачев или Толкачёв   | Tolkatchev ou Tolaktchov; olim Tolkatcheff ou Tolkatchoff Écu : de sinople à une jumelle d'argent, accompagnée de trois trèfles d'or. Timbre : casque couronné de gentilhomme, sommé d'un demi-vol de sable, chargé d'un trèfle d'or. Lambels : (dextre) or sur sinople ; (senestre) argent sur sinople. | I, 107                      |
| Толстой                 | Tolstoï (comtes) Pas de blasonnement en français | II, 12                      |
| Толстой                 | Tolstoï (branche non titrée de la maison précédente) Écu : D'azur à une clef d'or, posée en pal, accostée à dextre d'un demi-vol d'argent, brochant sur un badelaire d'or et une clef du même, posées en sautoir, la pointe de la flèche passant dans l'anneau de la clef. Timbre : casque couronné de gentilhomme, sommé de trois plumes d'autruche d'argent. Lambels : or sur azur. | II, 42                      |
| Турчанинов              | Tourtchaninov ; olim Tourtchaninoff (confirmation en 1797 de l'anoblissement du colonel Alexandre Tourtchaninoff, datant du 22 janvier 1762) Écu : d'azur à un chevron diminué d'argent, sommé d'une croix tréflée au pied fiché de gueules, le tout accompagné de trois croissants figurés d'or, 2 adossés en flanc et 1 versé en pointe. Timbre : casque non couronné de gentilhomme, sommé d'un vol de sable, chaque aile sommée d'un croissant figuré et montant d'or. Lambels : (dextre) or sur azur ; (senestre) argent sur gueules. | I, 105                      |
| Тутолмин                | Toutolmine (ancienne noblesse) Pas de blasonnement en français | I, 62                       |
| Трубецкой               | Troubetskoï ou Troubetskoy (princes gédiminides, 7es par ordre de préséance des maisons descendantes de Gédiminas ; tirent leur nom de l'ancienne principauté de Troubetsk (aujourd'hui Troubtchevsk), qu'ils tinrent jusqu'en 1670. Illustrés par le ministre Nikita Yourievitch(1699–1767), le décembriste Serge Pétrovitch (1790-1860), le sculpteur Paolo Troubetskoy(1868-1938) et le diplomate Grégoire Nikolaïévitch (1874-1930), célèbre figure de l'émigration blanche, notamment.) Pas de blasonnement en français | II, 1                       |
| Цуриков                 | Tsourikov ; olim Tsourikoff (ancienne noblesse illustrée par le général Athanase Andréïévitch (1858-1923) Pas de blasonnement en français | II, 87                      |

### V
| Armes                         | Patronyme - Qualité/titre(s) - Blasonnement | Localisation (volume, cote) |
| ----------------------------- | --- | --------------------------- |
| Ваксел                        | Vaksel ou Vaxel ; olim Waxel (famille remontant au capitaine livonien Sven Waxell, marin passé au service de la Russie qui participa à l'expédition du Kamtchatka ; ses fils furent confirmés nobles héréditaires le 29 novembre 1778) Écu : coupé, au 1 d'azur à une étoile d'argent à huit rais ; au 2 d'argent à une ancre de sable, posée en barre ; et avec une rivière au naturel, posée en fasce, brochant sur le coupé. Timbre : casque couronné de gentilhomme, sommé de cinq plumes d'argent, celle du centre chargée d'une étoile d'argent à huit rais. Lambels : or sur azur. | I, 111                      |
| Валуев                        | Valouïev ou Valouev ; olim Valouïeff ou Valouyeff (ancienne noblesse) Pas de blasonnement en français | I, 38                       |
| Васильев (ru)                 | Vasiliev ou Wassiliev ; olim Wassilieff Famille d'ancienne noblesse, attestée depuis le début du XVIIe siècle, remontant à Saphon Dorotheïeff ou Dorotheïevitch Vassilieff, fils d'un boyard, entré en 1622 au service du tsar Michel Fédorovitch (1596-1645), qui l'apanagea à Orel ; inscrite dans la noblesse de Moscou et d'Orel ; illustrée par l'amiral français Alexandre Wassilieff (1918-2008). Écu : parti, en 1 d'azur à une épée d'argent garnie d'or et à une flèche d'argent empennée d'or, passées en sautoir ; en 2, de gueules à une hache d'armes d'or contournée, issante d'un faisceau de licteur lié du même. Timbre : casque couronné de gentilhomme d'ancienne race, sommé de trois plumes d'autruche d'argent. Lambels : (dextre) argent et azur ; (senestre) or et gueules. | X, 41                       |
| Веригин                       | Veriguine ou Vieriguine (ancienne noblesse) Pas de blasonnement en français | I, 71                       |
| Вельяшев                      | Velyachev ou Vielyachev ; olim Velyacheff ou Vielyacheff (ancienne noblesse) Pas de blasonnement en français | II, 107                     |
| Вельяминов                    | Velyaminov ou Vielyaminov ; olim Velyaminoff ou Vielyaminoff (noblesse immémoriale, attestée en Russie depuis le XIe siècle. Issue du prince varègue Simon l'Africain, l'un des fondateurs de Kiev) Pas de blasonnement en français | II, 22                      |
| Вяземский                     | Viazemski ou Vyazemski ; olim Wiazemsky ou Wyazemsky (maison riourikide, issue des princes de Smolensk ; tire son patronyme de Viazma, qu'elle a dirigée jusqu'à la fin du XVe siècle ; même maison (branche aînée) que les Yérapkine ; au 17e rang de préséance des maisons descendantes de Rourik ; illustrée par le poète prince Pierre Andréïévitch (1792-1878), ami de Pouchkine, et nos contemporains, l'écrivaine Anne Wiazemsky (née en 1947) et le dessinateur Wiaz (né en 1949)) Écu : D'argent à un canon d'or sur un affût de sable, posé sur une terrasse de sinople, un oiseau de paradis au naturel, perché sur la culasse du canon. Manteau : de gueules, frangé et houppé d'or, doublé d'hermine. Timbre : couronne princière. | I, 9                        |
| Владычин                      | Vladytchine (ancienne noblesse) Pas de blasonnement en français | II, 99                      |
| Воейков                       | Voeïkov ou Voyeïkov ou Voïeïkov ; olim Voeïkoff ou Voyeïkoff ou Voïeïkoff (ancienne noblesse, attestée depuis le XIVe siècle) Pas de blasonnement en français | II, 50                      |
| Вожжинский                    | Vojjinski ou Vojjinsky (ancienne noblesse) Pas de blasonnement en français | I, 87                       |
| Волков                        | Volkov ; olim Volkoff (ancienne noblesse) Écu : d'argent, à trois trompes de sable embouchées de gueules, enguichées d'or, appointées en pairle, accompagnées d'un anneau d'or à la pierre enchassée de gueules en pointe. | I, 70                       |
| Воронцов                      | Vorontsov ou Vorontzov ; olim Vorontsoff, Vorontzoff ou "Voronzoff" (comtes; création du 5 avril 1797. Le chancelier Michel et ses deux frères étaient déjà comtes du Saint-Empire. Maison de noblesse immémoriale, vraisemblablement descendants du prince varègue Simon l'Africain, l'un des fondateurs de Kiev, attesté au XIe siècle) Écu : tranché d'argent sur gueules, à une fleur de lys et deux roses à quatre feuilles, rangées en bande et brochant sur le tranché, les trois de l'un en l'autre, la fleur de lys au centre ; le chef de sable, chargé d'un chevron d'or surchargé de trois grenades au naturel, accompagné de trois étoiles d'argent. Timbres : Couronne comtale, surmontée de trois casques de gentilshommes ; le premier surmonté d'une couronne de gentilhomme, sommée de deux faisceaux de drapeaux, tournés à dextre pour le faisceau de dextre et à senestre pour le faisceau de senestre, chaque faisceau composé d'un drapeau de gueules sur hampe d'or à dextre, d'un étendard d'or à l'aigle impériale bicéphale de Russie au centre et d'un drapeau d'argent à senestre ; le second surmonté d'une couronne comtale, sommée de l'aigle impériale bicéphale de Russie, éployée de sable, becquée et membrée d'or, chaque tête couronnée du même ; le troisième surmonté d'une toque militaire de velours noir, bordée d'or, ornée sur le devant d'une aigle éployée, becquée et membrée d'or, le heaume sommé de trois plumes d'autruche, une de gueules entre deux d'argent, entre deux ailes déployées de sable, chacune chargée de trois étoiles d'argent rangées en pal. Lambrequins : d'or et de sable à dextre, de gueules et d'argent à senestre. Supports : deux cavales d'argent, colletées de couronnes murales de gueules. Devise : Semper Immota Fides. | I, 28                       |
| Всеволожский или Всеволожской | Vsevolojsky, Vsievolojsky, Vsevolojski ou Vsievolojski ; olim Visevolojskoï ou Vsevolojskoï (princes ryourikides, issus des princes de Smolensk; dont le pce Ivan Vsievolojski, directeur des théâtres impériaux) (Parti: en haut, blason de Kiev; en bas, celui de Smolensk) | II, 19                      |
| Вырубов                       | Vyroubov ; olim Vyrouboff (ancienne noblesse, attestée depuis le XVIe siècle) Pas de blasonnement en français | II, 79                      |

### W
| Armes   | Patronyme - Qualité/titre(s) - Blasonnement                | Localisation (volume, cote) |
| ------- | ---------------------------------------------------------- | --------------------------- |
| Вейраух | Weirauch ou Weyrauch (von) Pas de blasonnement en français | III, 148                    |

### Y
| Armes    | Patronyme - Qualité/titre(s) - Blasonnement | Localisation (volume, cote) |
| -------- | --- | --------------------------- |
| Яковлев  | Yakovlev ; olim Yakovleff (d'origine vraisemblablement riourikide; maison attestée depuis le XIVe siècle, issue d'Andreï Kobyla (ou Kabyla), boyard rourikide (?) de Moscou et aussi ancêtre des maisons Chérémétieff, Kolytcheff et Soukhovo-Kobyline (qui portent des armes similaires), Barbarykine, Konovnitsyne, Ladyguine, Néplouïeff, ainsi que de la première maison Romanoff ; illustrée par le boyard Ivan Petrovitch (+ 1570), voïevode de Smolensk. Inscrite au Livre de velours.) Pas de blasonnement en français (mêmes armes que celles des Chérémétieff, des Kolytcheff et proches de celle des Soukhovo-Kobyline ; casque sommé de l'arbre des Néplouïeff)                     | II, 28                      |
| Яковлев  | Yakovlev ; olim Yakovleff (noblesse de service, confirmée héréditaire en 1796. Sans parenté avec la maison précédente.) Pas de blasonnement en français | II, 148                     |
| Яворский | Yavorsky (noblesse de service, connue depuis la fin du XVIIe siècle) Pas de blasonnement en français | I, 133                      |
| Еропкин  | Yeropkine, Eropkine ou mieux Yerapkine (princes riourikides; branche cadette des princes Fominsky, de la même maison que les princes Wiazemsky et Rjewsky, tous issus des princes de Smolensk ; maison illustrée par l'ambassadeur Michel Stépanovitch (+ 1513), dit Kliapik, l'architecte Pierre Mikhaïlovitch(1698-1740) et le général sénateur Pierre Dimitriévitch (1724-1805).) Écu : D'argent à un canon d'or sur un affût de sable, posé sur une terrasse de sinople, un oiseau de paradis au naturel, perché sur la culasse du canon, le tout surmonté d'un badelaire d'argent garni d'or ; Manteau : de gueules, frangé et houppé d'or, doublé d'hermine. Timbre : couronne princière. | II, 18                      |
| Юшков    | Youchkov ; olim Youchkoff (ancienne noblesse, d'origine boyarde ; remonte à Zeuch-Mirza, noble de la Horde d'Or qui se rallia au grand-prince Dimitri Ivanovitch et reçut le prénom de Stéphane (XIVe siècle). Illustrée par Ivan Ivanovitch, gouverneur civil de Moscou (+ 1780)) Pas de blasonnement en français | II, 44                      |
| Юрьев    | Youriev ; olim Yourieff (ancienne noblesse, attestée depuis le début du XVIIe siècle) Écu : Parti, au 1, d'azur à cinq abeilles d'or, rangées 2, 1 et 2 ; au 2, de gueules à deux épées d'argent passées en sautoir ; Timbre : casque couronné de gentilhomme, coiffé de trois plumes d'autruches d'argent ; Lambrequins : argent et azur. | I, 74                       |

### Z
| Armes       | Patronyme - Qualité/titre(s) - Blasonnement | Localisation (volume, cote) |
| ----------- | --- | --------------------------- |
| Заборовский | Zaborovski ou Zabarovski ; olim Zabarovsky ou Zabarofsky (ancienne noblesse) Pas de blasonnement en français | II, 69                      |
| Зайцов      | Zaïtsov ; olim Zaïtsoff (ancienne noblesse) Pas de blasonnement en français | I, 82                       |
| Засекин     | Zassekine ou Zassiekine (princes riourikides ; 19e dans l'ordre de préséance, cette famille, issue des princes de Iaroslavl, tire son patronyme de Zassieka, le taillis.) Écus de Kiev, de Smolensk et de Iaroslav, brochant sur le tout. Pas de blasonnement en français | II, 5                       |
| Заводовски  | Zavodovski ou Zavodovsky ; olim Zavodofski (comtes, d'abord du Saint-Empire (27 juin 1794) puis de l'Empire russe (5 avril 1797). Pierre, Elie et Jacques, les trois fils de Basile Zavodovsky, fonctionnaire tchinovik petit-russien, furent ainsi honorés. Le comte Pierre Zavodovsky jouit d'une faveur égale sous Catherine II, dont il fut plusieurs fois ministre, et sous Paul Ier.) Pas de blasonnement en français | I, 31                       |
| Зернов      | Zernov ; olim Zernoff Pas de blasonnement en français | I, 122                      |
| Цимерман    | Zimmermann, von (noblesse de service, confirmée héréditaire en 1778.) Écu : palé contre-palé d'azur et d'or de trois pièces, chaque pièce d'azur chargée d'une tête de léopard d'or, lampassée de gueules. Timbre : casque couronné de gentilhomme, sommé de trois plumes d'autruche d'argent, celle du centre chargée d'une tête de léopard d'or, lampassée de gueules. Lambels : azur sur or.                             | I, 110                      |
| Зиновьев    | Zinovyev ; olim Zinovyeff (origine boyarde, attestée depuis 1392) Pas de blasonnement en français | I, 49                       |
| Зубов       | Zoubov ; olim Zouboff (comtes du Saint-Empire ; création du 7 février 1793 au profit de Platon Zouboff, favori de l'impératrice Catherine II. D'ancienne noblesse, la famille est connue depuis le XIIIe siècle.) Pas de blasonnement en français | II, 25                      |
| Зотов       | Zotov ; olim Zotoff (grenadier du régiment Préobrajensky, anobli en 1745, pour sa participation au coup d'état du 6 décembre 1741, qui porta sur le trône l'impératrice Elisabeth Petrovna) Pas de blasonnement en français | I, 92                       |

## Sources
- Oukase du 20 janvier 1797, Paul Ier
- Общий Гербовник дворянских родов Всероссийской Империи, volumes I à XX (et ébauche du volume XXI)
- Armorial général[205](Tome 1er en ligne) & (Tome 2d en ligne), J.B. Rietstap, Van Goor & Zonen, Gouda, 1884-1887
- http://gerbovnik.ru/ (site publiant les blasons répertoriés dans l'Armorial : en russe)
- Jean-Marie Thiébaud, Armorial et Nobiliaire de l'Empire de Russie, Paris, SPM, 2014 (en français), 1870 p. en 2 vol.